# 上海建筑史

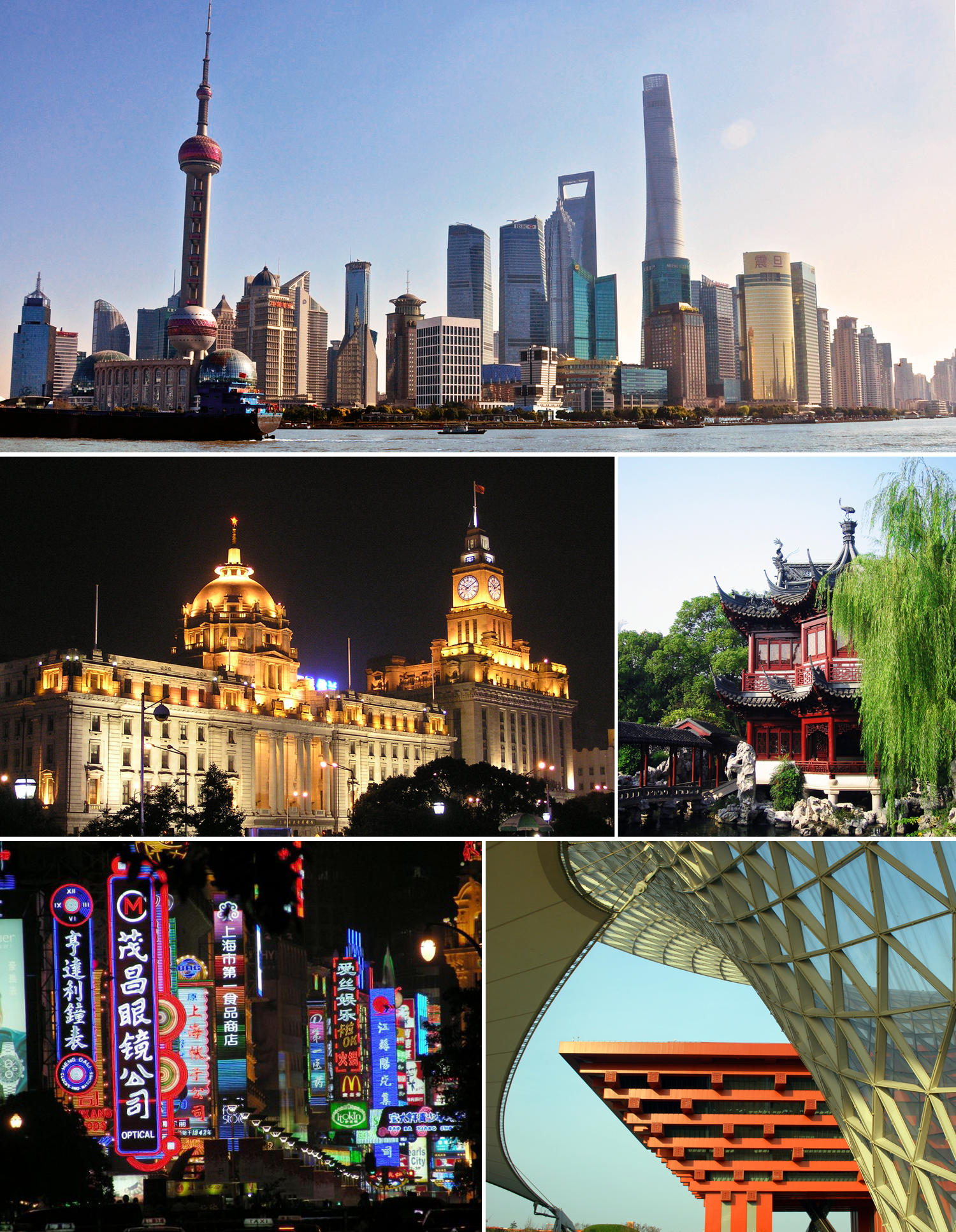
由上起顺时针依次为：浦东陆家嘴、豫园、上海世博会、南京路、外滩

上海建筑风格。上海建筑风格的历史沿革一般可以分为古代、近现代以及现代三个阶段。古代与近现代的分水岭为上海开埠而近现代与现代的分水岭为新中国成立。每个时期的建筑风格都大相径庭。
上海古代建筑目前遗留的以明朝建筑为主，主要是民居、园林、寺庙等建筑，如豫园、龙华塔等。上海开埠后，随着欧美势力及财力进入，建筑风格也逐渐多样化。有古典西方式风格的建筑，如汇丰银行大楼、上海总会大楼，也有现代风格和装饰艺术风格的建筑，如沙逊大厦、国际饭店、上海大厦、美琪大戏院，还有中西式结合的住宅和里弄，如建业里、涌泉坊、静安别墅等。
中共建政后，大量工人住宅被新建起来。改革开放后，大量现代风格的摩天大楼开始拔地而起，其中许多成为了现在上海的地标，如东方明珠电视塔、金茂大厦、上海环球金融中心等。

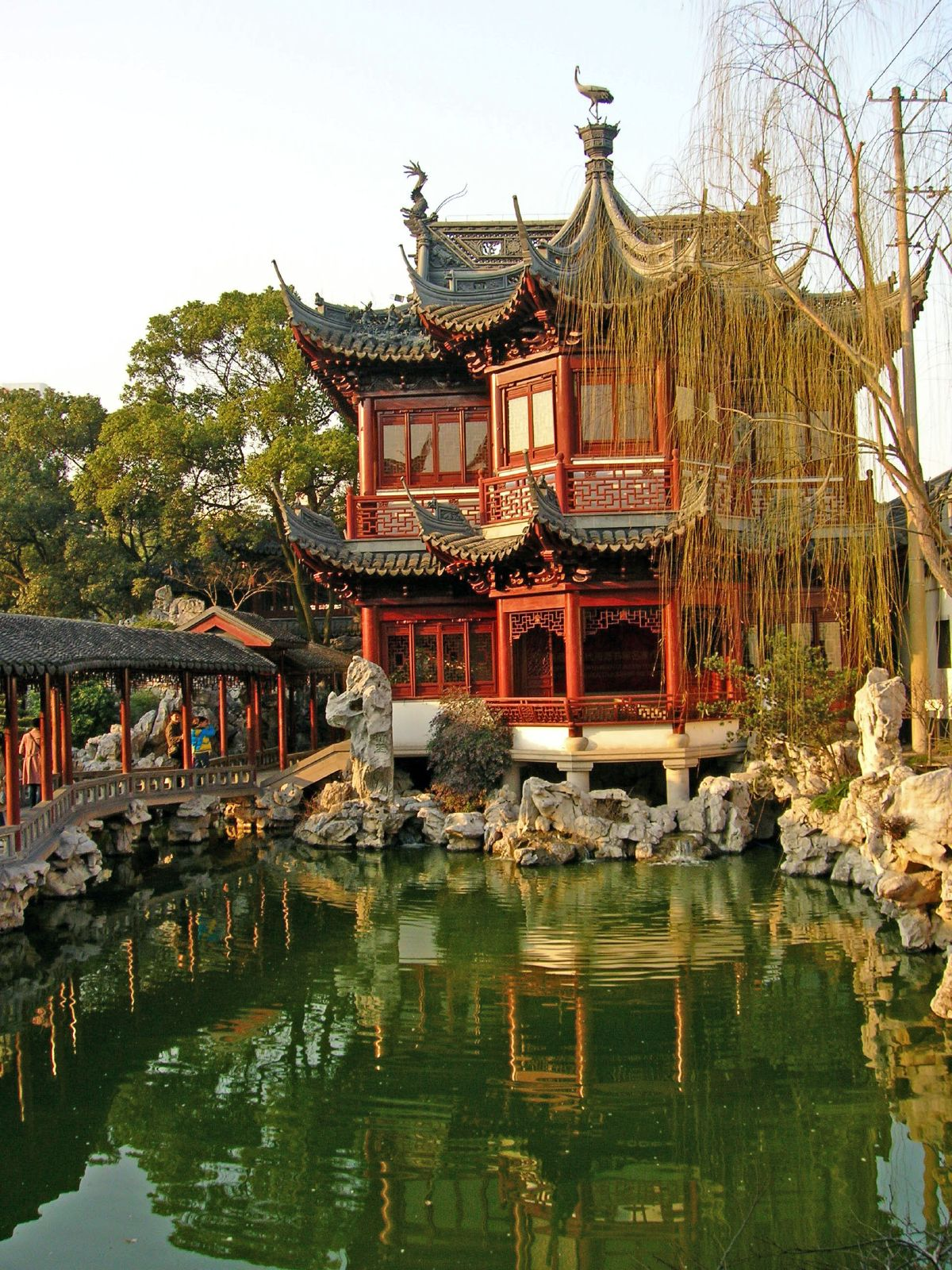
传统江南建筑——豫园

## 古代
上海的古代建筑，目前基本遗留的以明代建筑为主，而且大部分为民居和私家园林。除官署、学堂、寺庙外鲜有其他类型的建筑。民居大多为江南风格，砖木立帖式平房，在上海，除老城厢以外，在各郊区的乡镇中仍能见到较多的此类建筑。上海的私家园林目前保存较为完整的有豫园等，而古代居民区保存较为完整的有闵行七宝镇和青浦朱家角镇等。

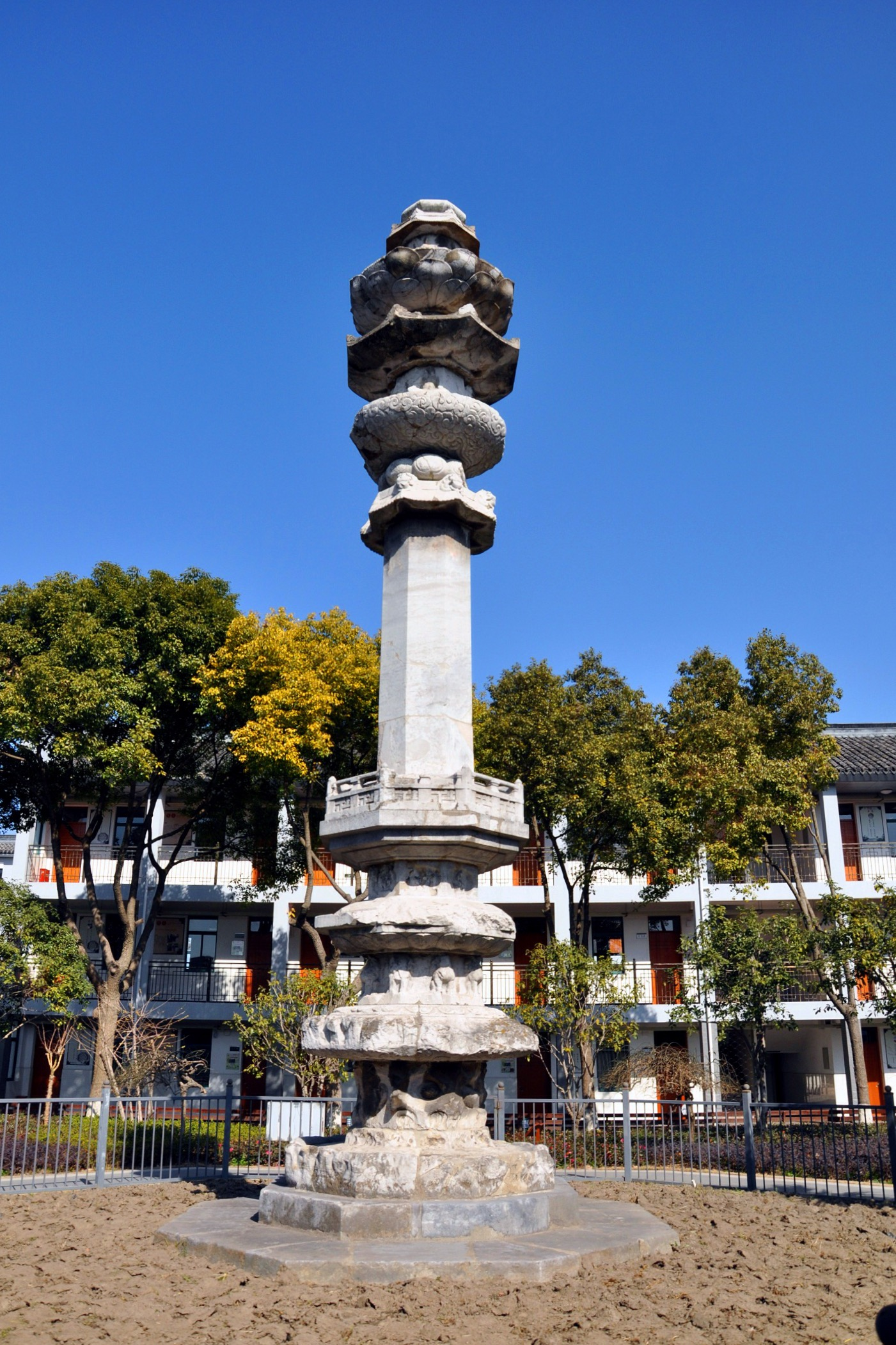
松江唐经幢
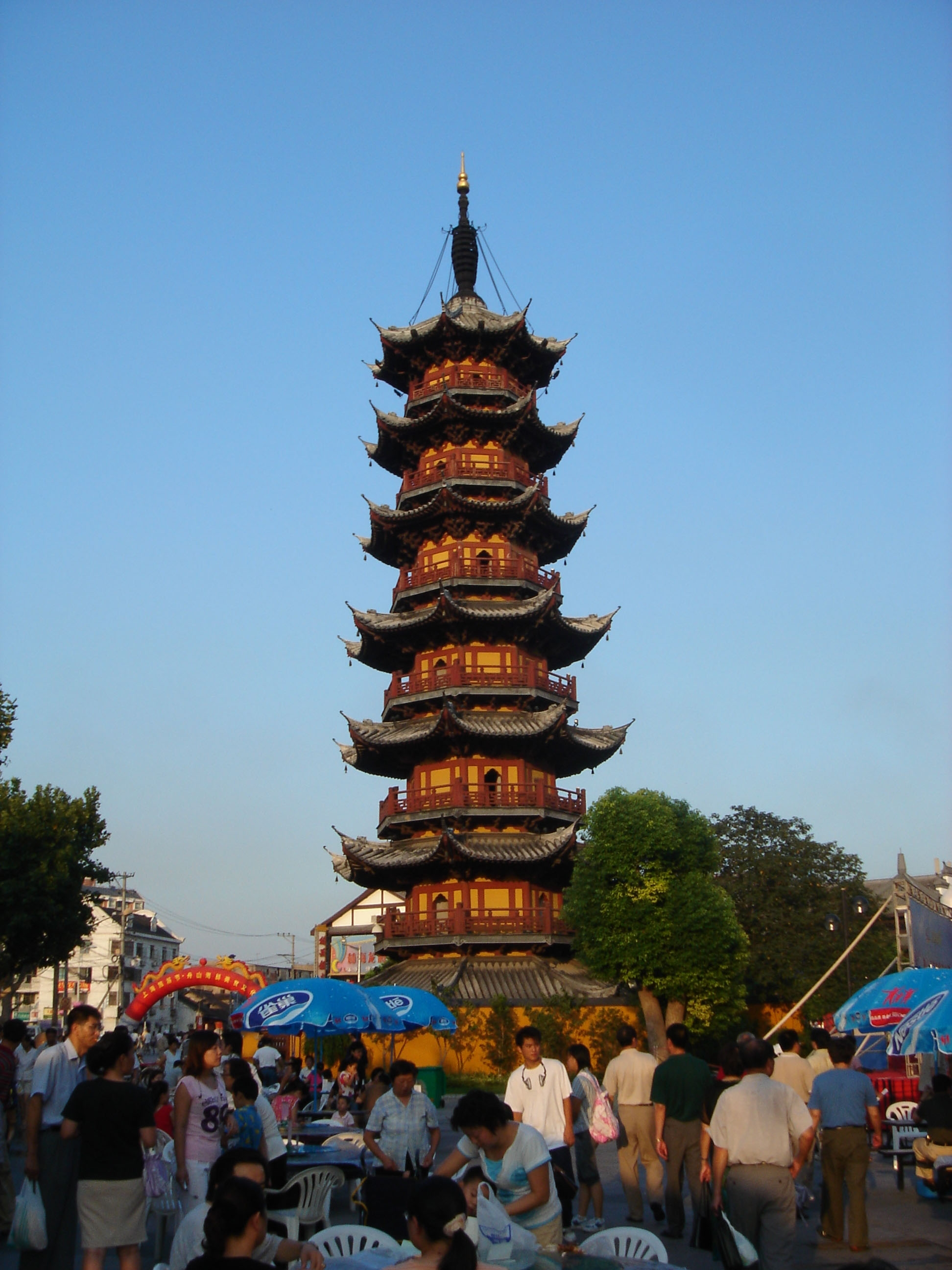
宋朝古塔——龙华塔
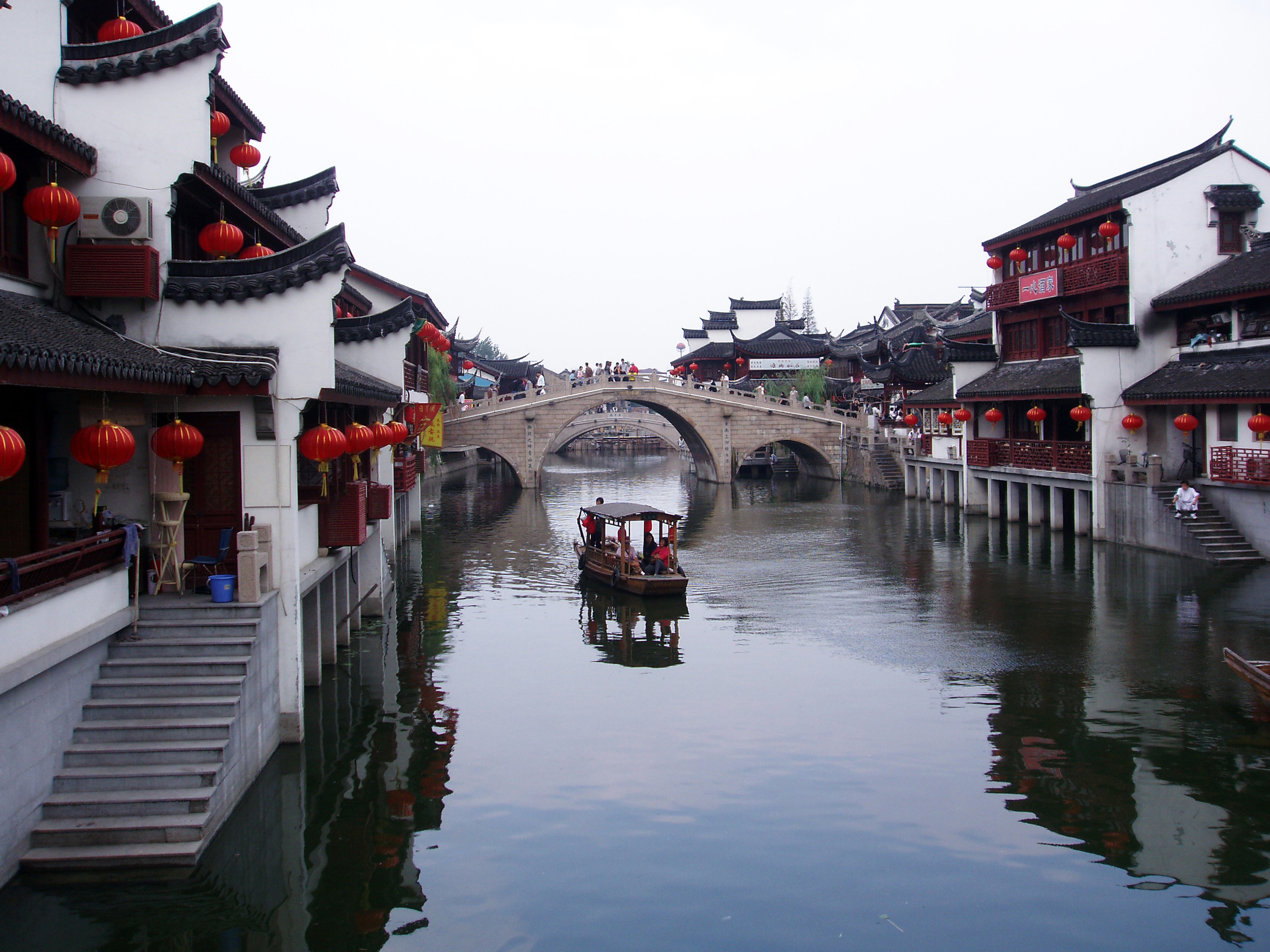
典型江南古镇——七宝镇
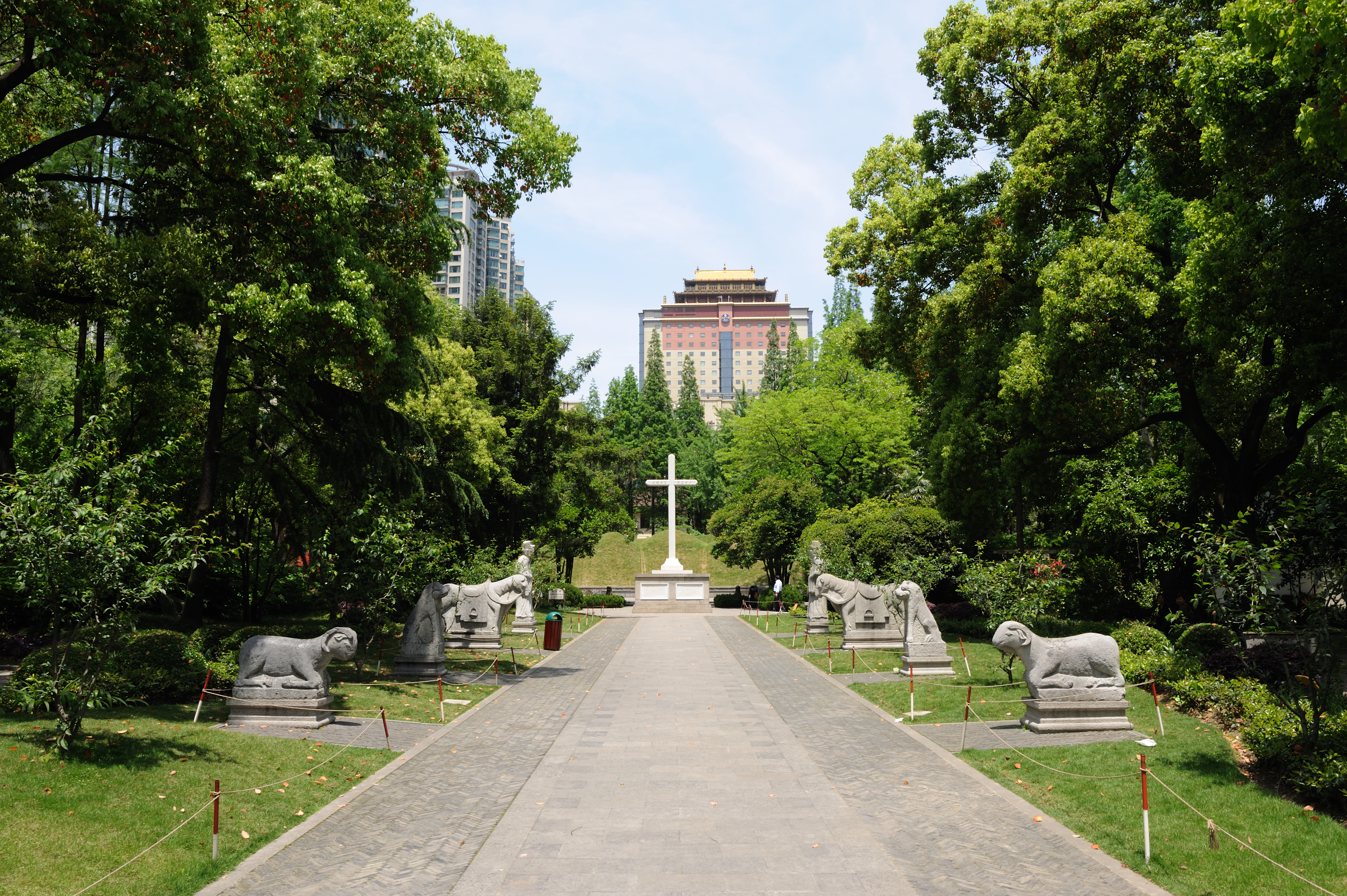
明朝古墓——徐光启墓

## 近现代

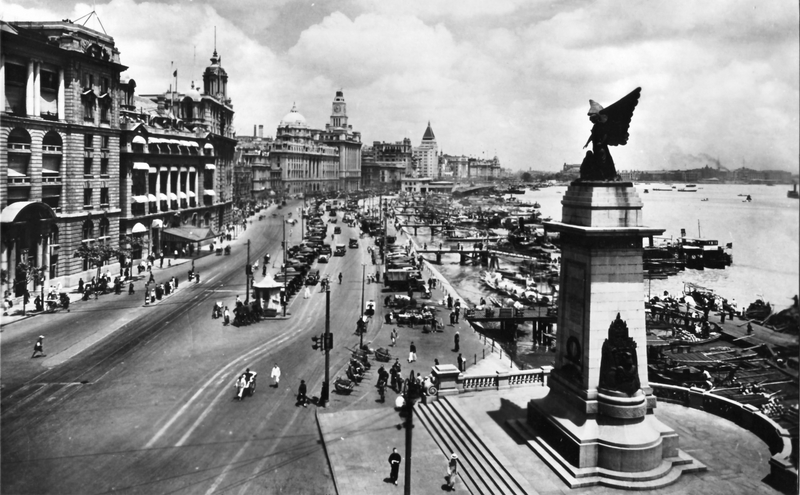
1928年的外滩

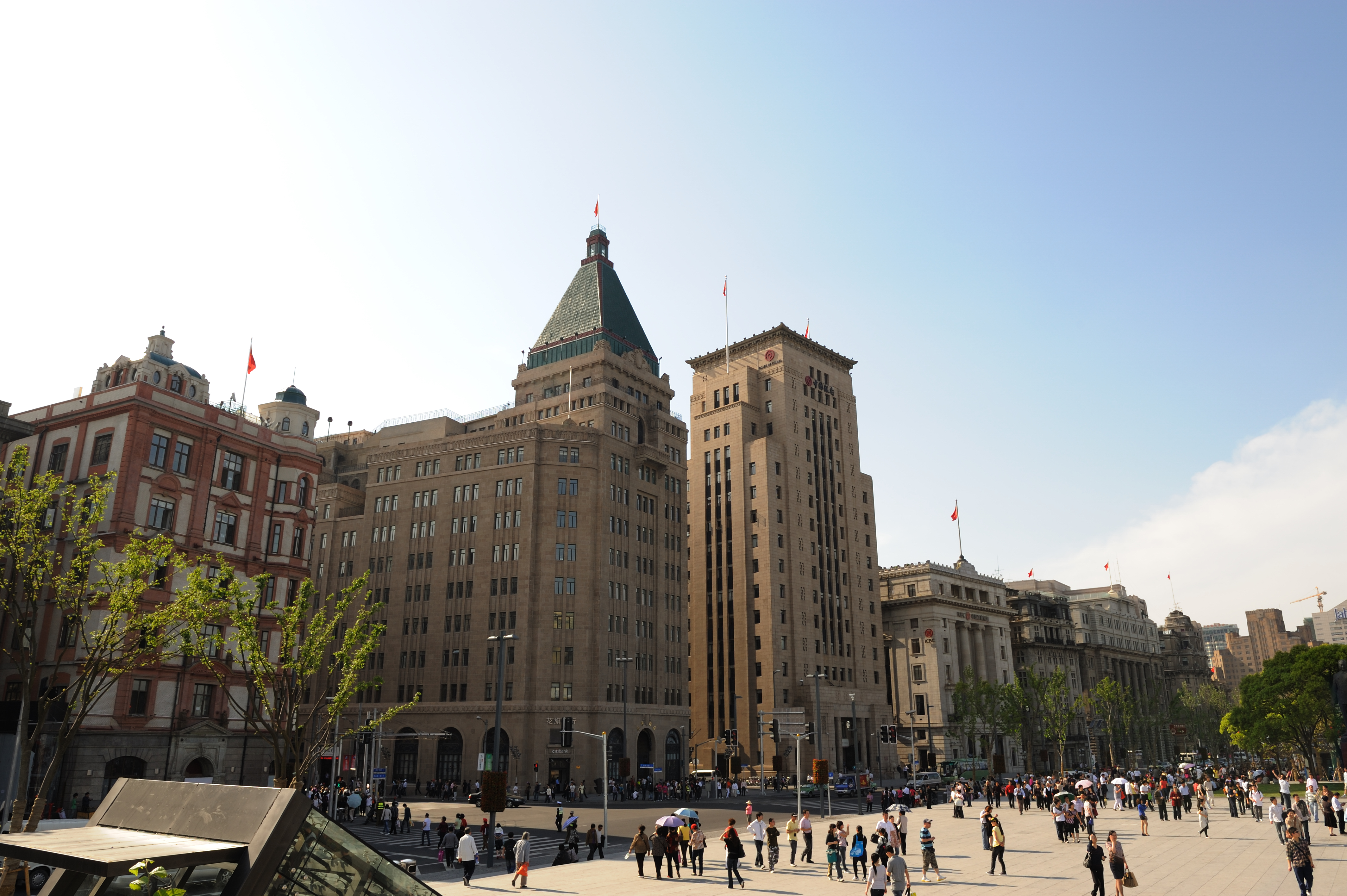
现今外滩建筑群

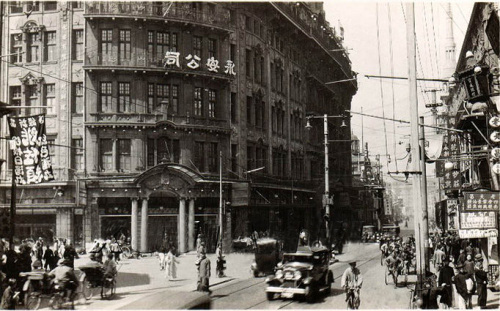
1918年的老永安公司

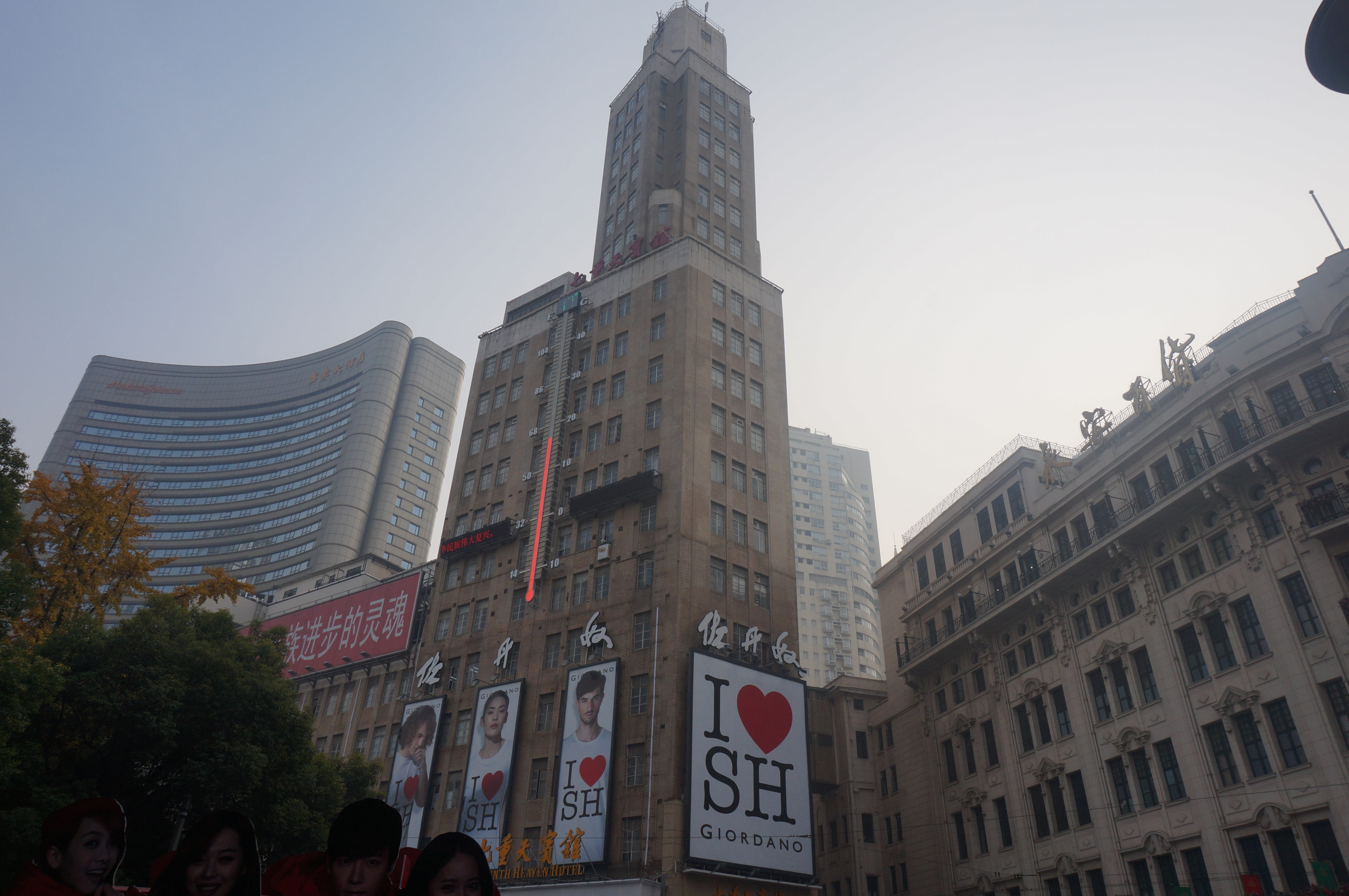
今天的上海永安公司新老大楼

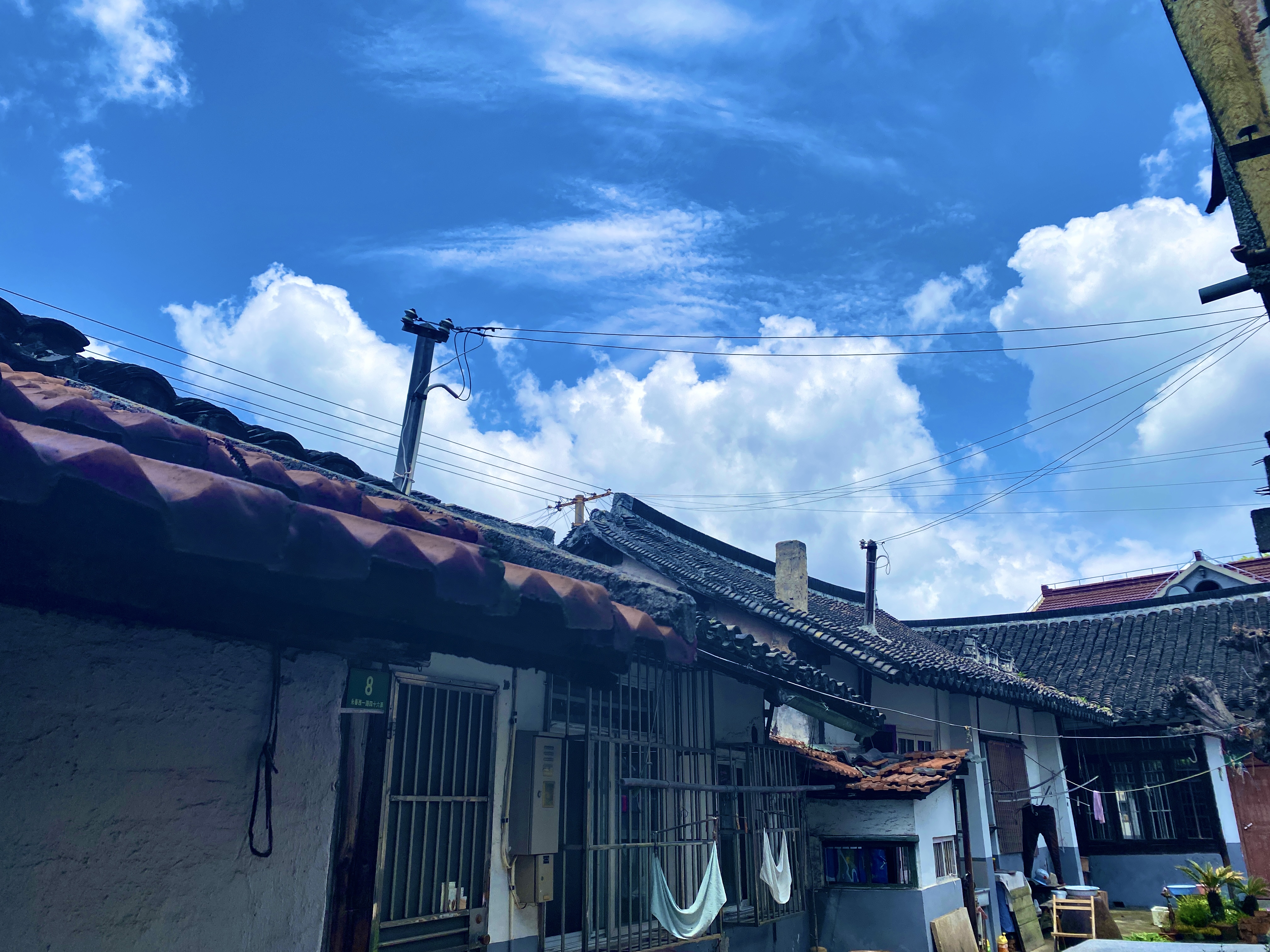
上海大团镇传统民居，木材与混凝土相结合

上海开埠以后，建筑开始向现代城市的建筑功能转变，除民居和衙署以外，如工商业建筑、公用事业建筑纷纷开始兴建。此外，除功能外，建筑风格也开始向多元化多风格转变，并且跟随时代的变化而不断推陈出新。建筑风格也经历了从古典到现代的转变。这些历史建筑有一些现在成为了上海全国重点文物保护单位，如上海邮政总局和马勒住宅，其它大部分都被纳入了上海市优秀历史建筑。目前，上海有4批优秀历史建筑，共632处，2138幢。2013年，上海已经开启了第五批上海市优秀历史建筑的申报工作。

### 风格
上海从开埠到19世纪末的设计多为砖木结构，如外滩现存最早的建筑——原英国驻沪总领事馆、汇中饭店大楼和第一代上海总会大楼。这类风格的楼房特点是：开间组合灵活；砖墙承重、木屋架屋盖；清水砖墙，白石灰勾缝，采用柱廊、阳台和贴面柱式作为建筑立面的装饰；玻璃天棚等。在室内，楼梯踏步多用花岗石；地板多为瓷砖；内墙面用柚木做护壁；平顶做石膏花饰等。
之后在20世纪初到30年代末，欧美各国钢筋混凝土框架和钢框架结构盛行，上海开始出现高层建筑。这类建筑多的建筑平面多呈现不规则形状，比方说方形的大新公司和三角形的新永安公司，而且建筑物的空间向高层发展；此外，立面也不再使用过多古典式的装饰，而是直接采用简单的横竖线条作为立面修饰。电梯的使用也是这些高层建筑主要的特点之一。商业建筑中沙逊大厦、百老汇大厦、国际饭店、建设大楼等；住宅公寓中毕卡第公寓、爱林登公寓、德义大楼等都是这些建筑的著名例子。
到1949年，上海的各类新式和西式建筑为全国之最。位于今南京西路的国际饭店是当时远东最高的大厦。此外，外滩汇丰银行大楼当时被称为“从苏伊士运河到远东白令海峡最讲究的建筑”。沙逊大厦也曾被称为“远东第一楼”。上海当时已成为除欧美以外，拥有高楼最多的城市。

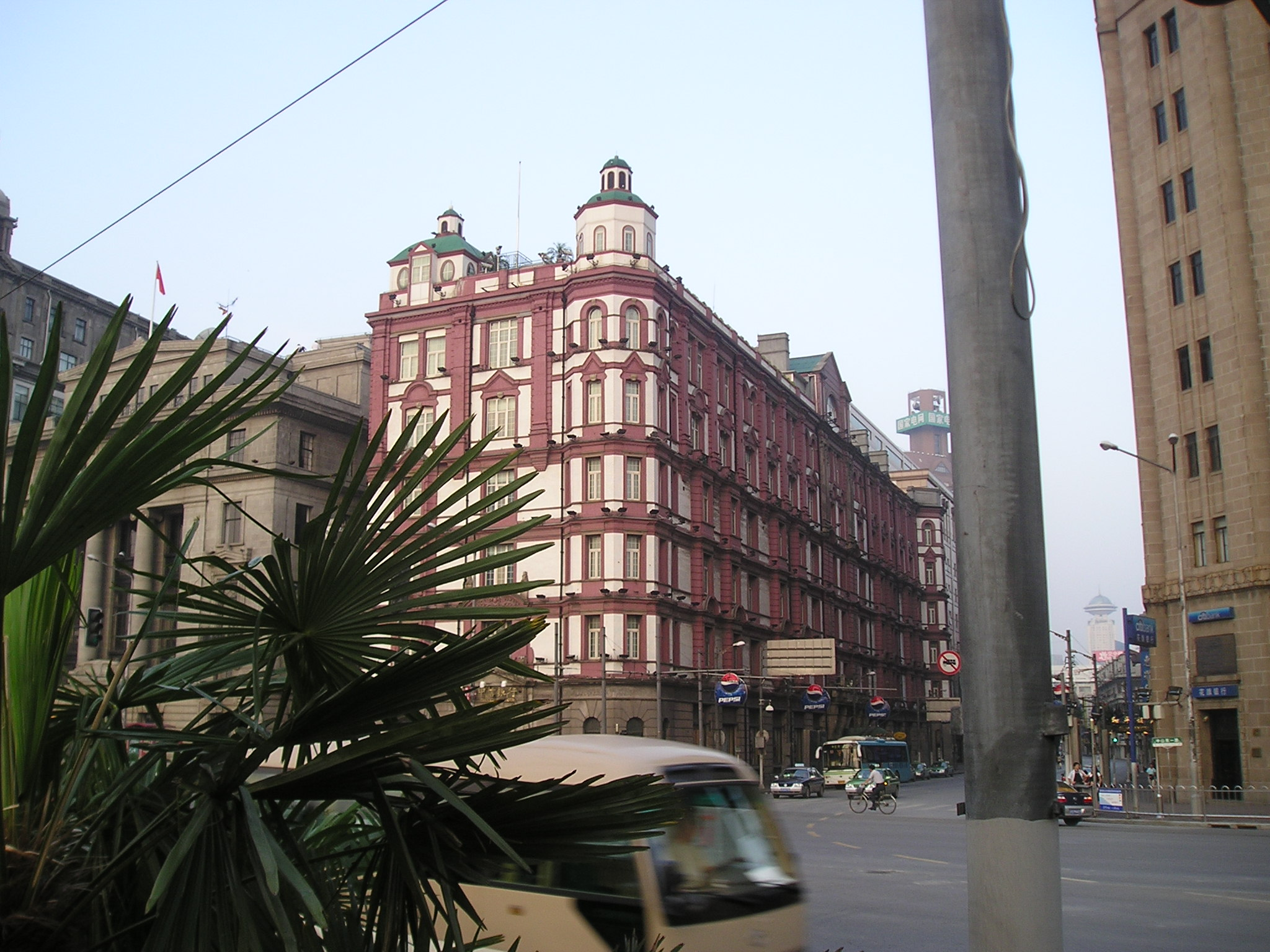
汇中饭店
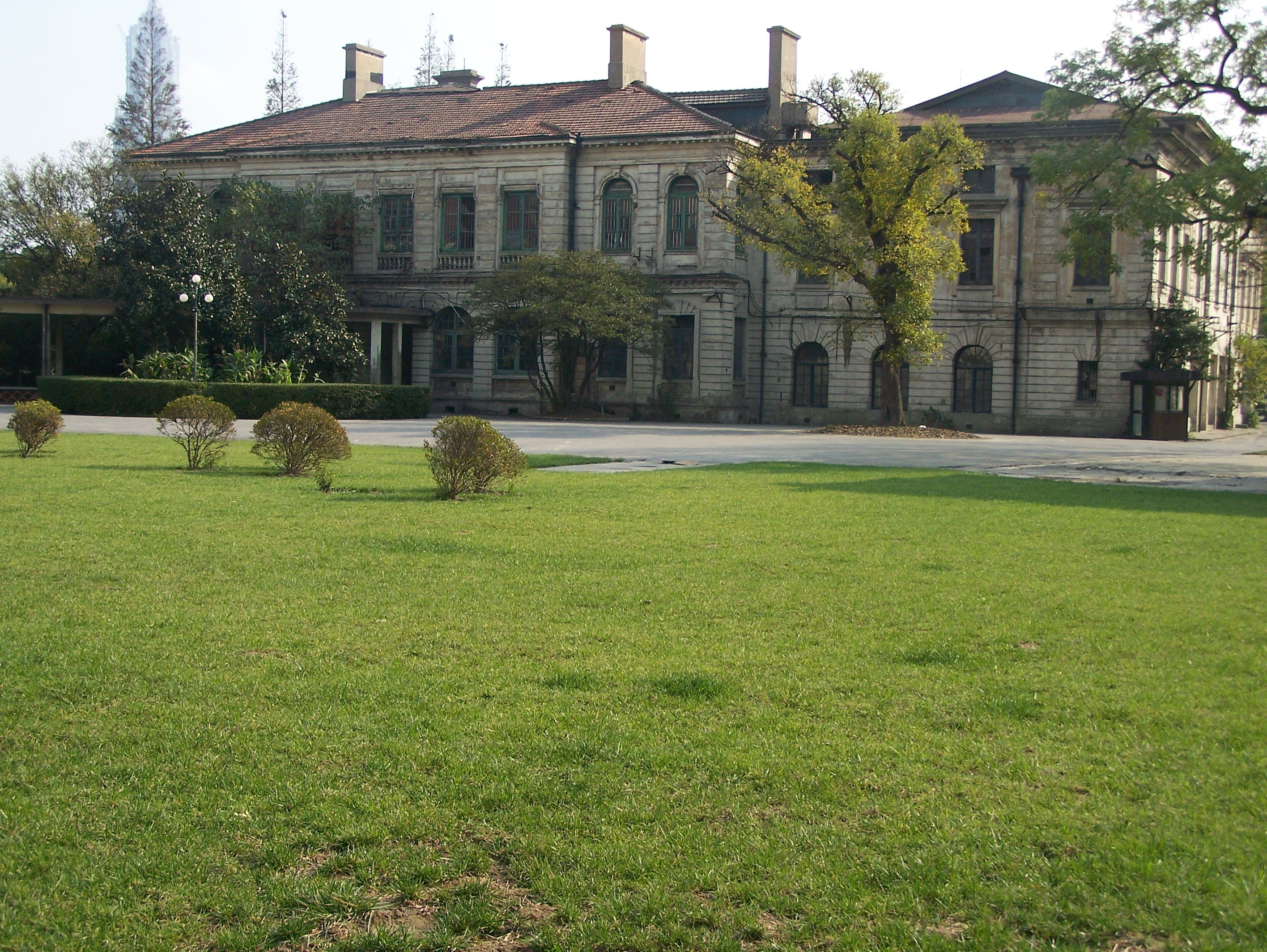
原英国驻沪总领事馆
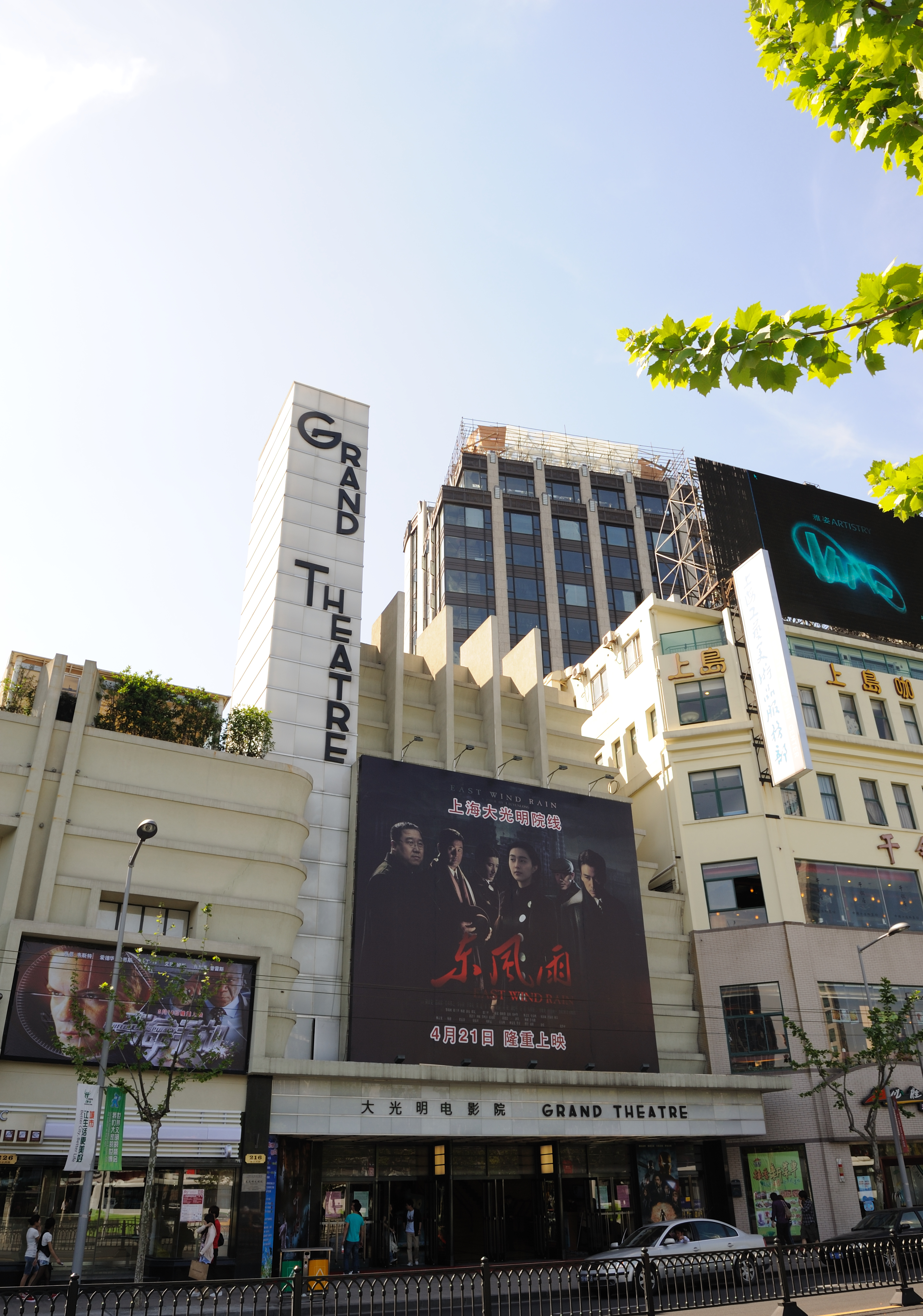
大光明大戏院
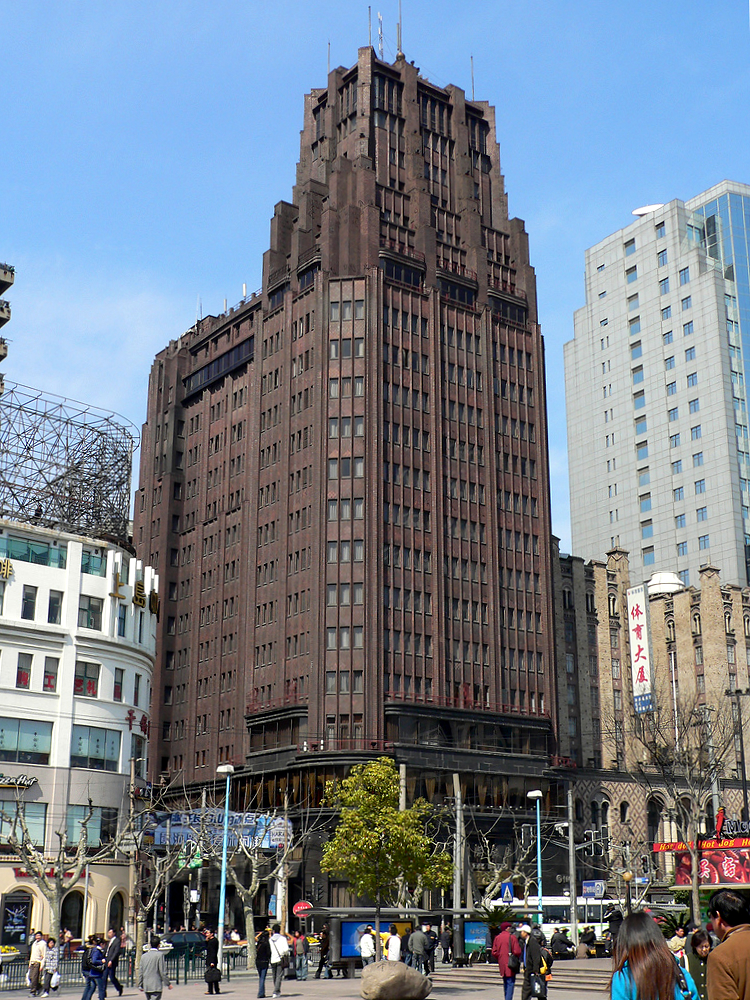
国际饭店

### 商业和公共事业性建筑
在租界内，商业和公共事业性建筑主要都是西方风格。上海公共租界工部局大楼就是一幢拥有古典主义、巴洛克和文艺复兴三个西方风格的建筑。商业建筑的风格在外滩可谓体现得淋漓尽致，外滩建筑群中除中国银行原总行大楼外，均为西式风格，如江海关和上海邮政总局采用了折衷主义风格；汇丰银行上海分行大楼采用新古典主义；怡和洋行大楼、东方汇理银行大楼和大北电报公司大楼为文艺复兴风格等等。并且除了异域风情外，此类建筑体量极大。外滩上的沙逊大厦、百老汇大厦、和平饭店则是采用了装饰艺术运动摩天楼风格。上海是世界上装饰艺术运动建筑总量第二位的城市。
在文化场馆中，大部分大戏院都为现代主义和带有装饰艺术风格，如大光明大戏院、美琪大戏院和大上海大戏院。南京大戏院（今上海音乐厅）则不多见地采取了欧洲传统风格。
在租界外，上海特别市政府则在1929年推出了“大上海计划”以与市内的国外租界相抗衡。该计划包含了兴建市政设施、道路等一系列内容。中华民国上海市政府大厦、上海市立体育场、上海市立图书馆和上海市立博物馆等中国式建筑物便是该计划的产物。

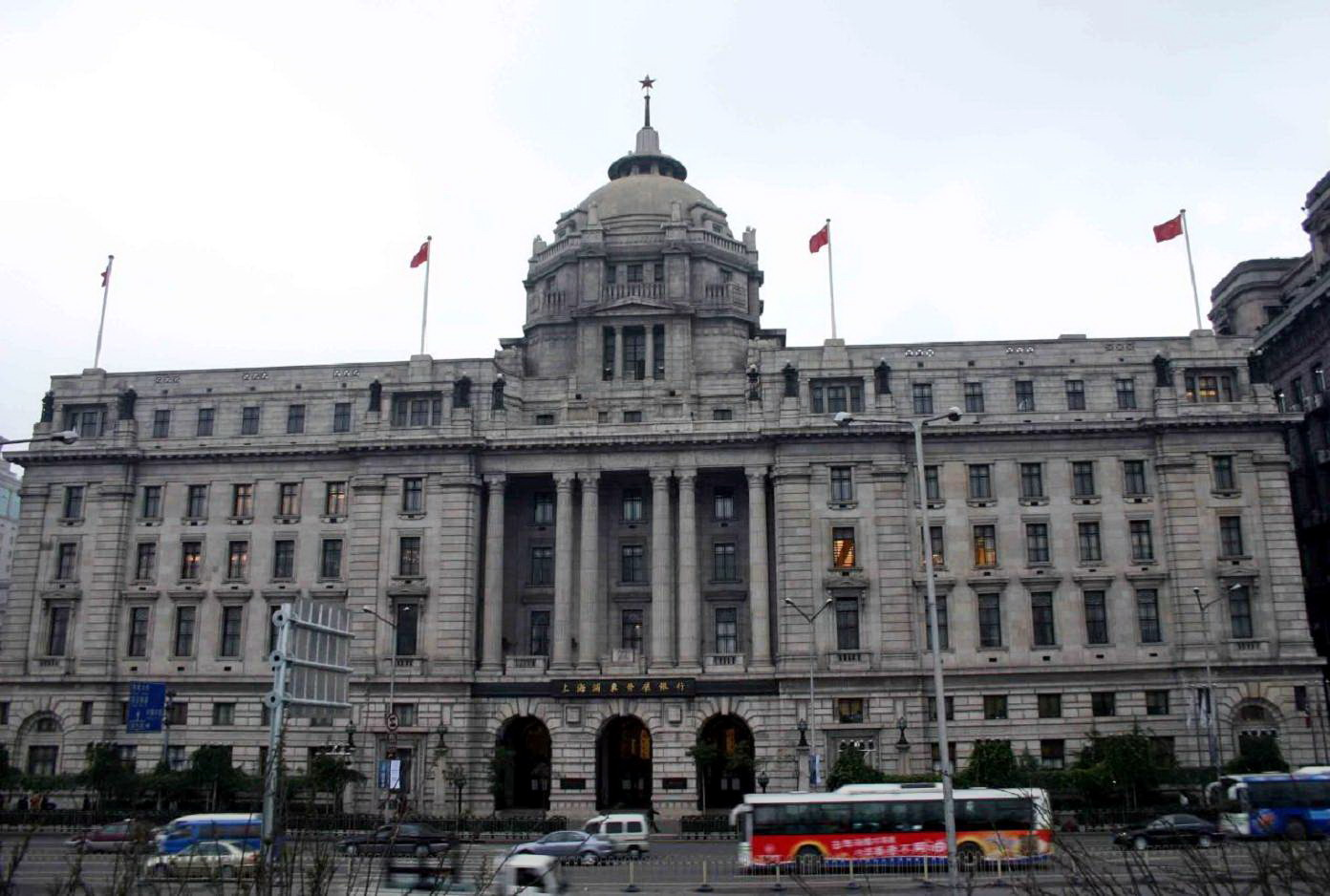
汇丰银行大楼
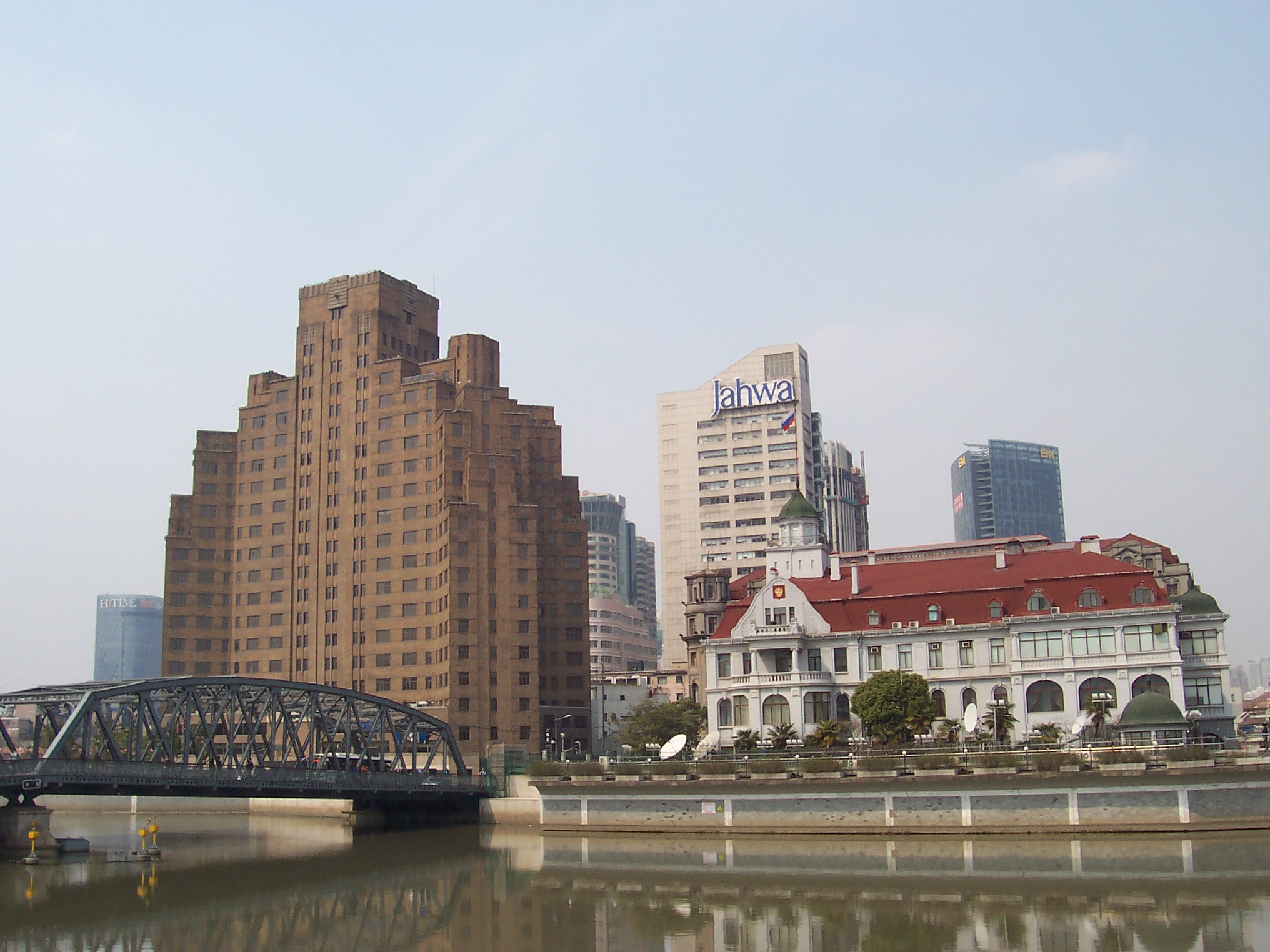
风格迥异的百老汇大厦（左）与俄罗斯驻上海总领事馆
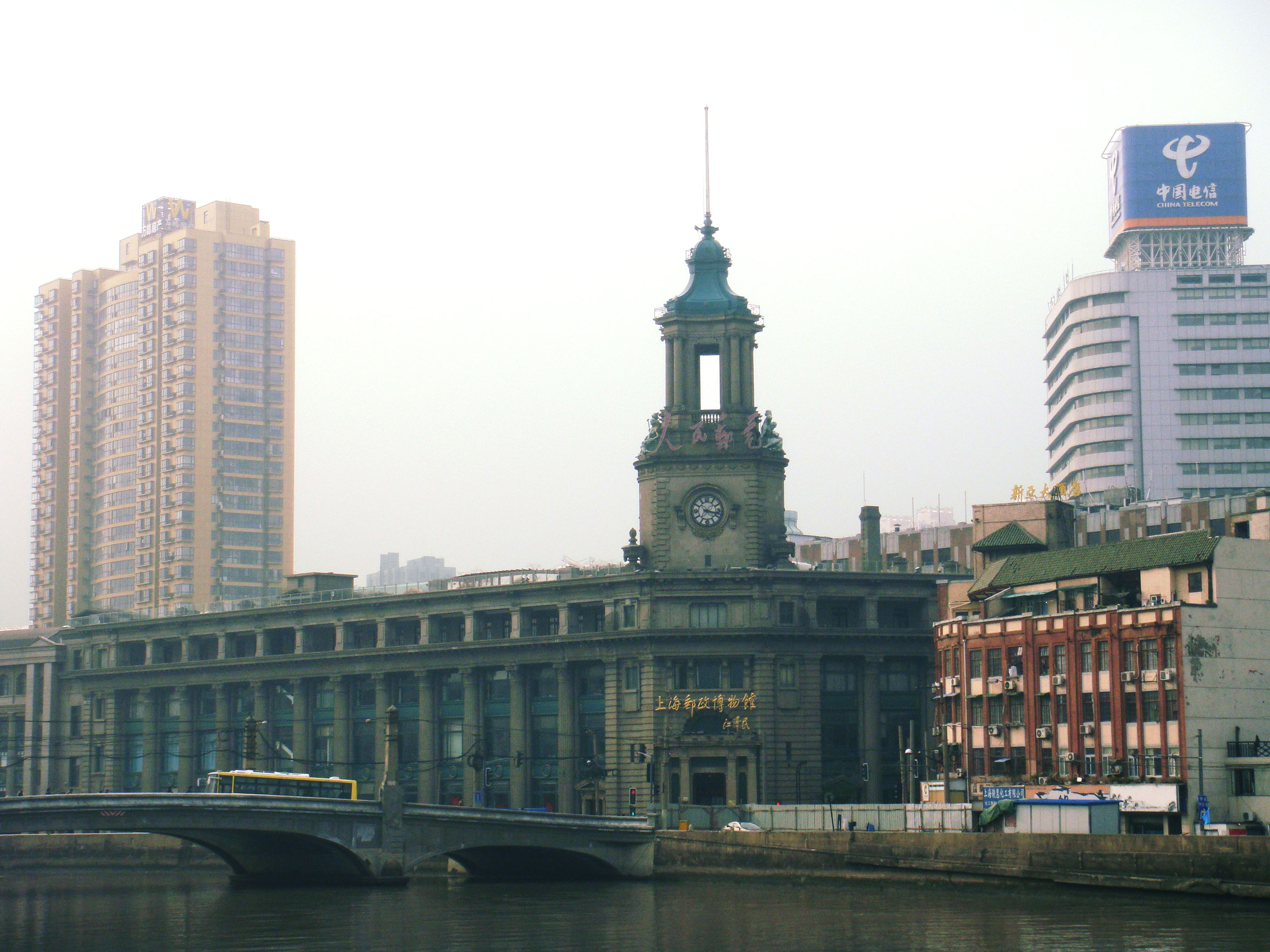
上海邮政总局
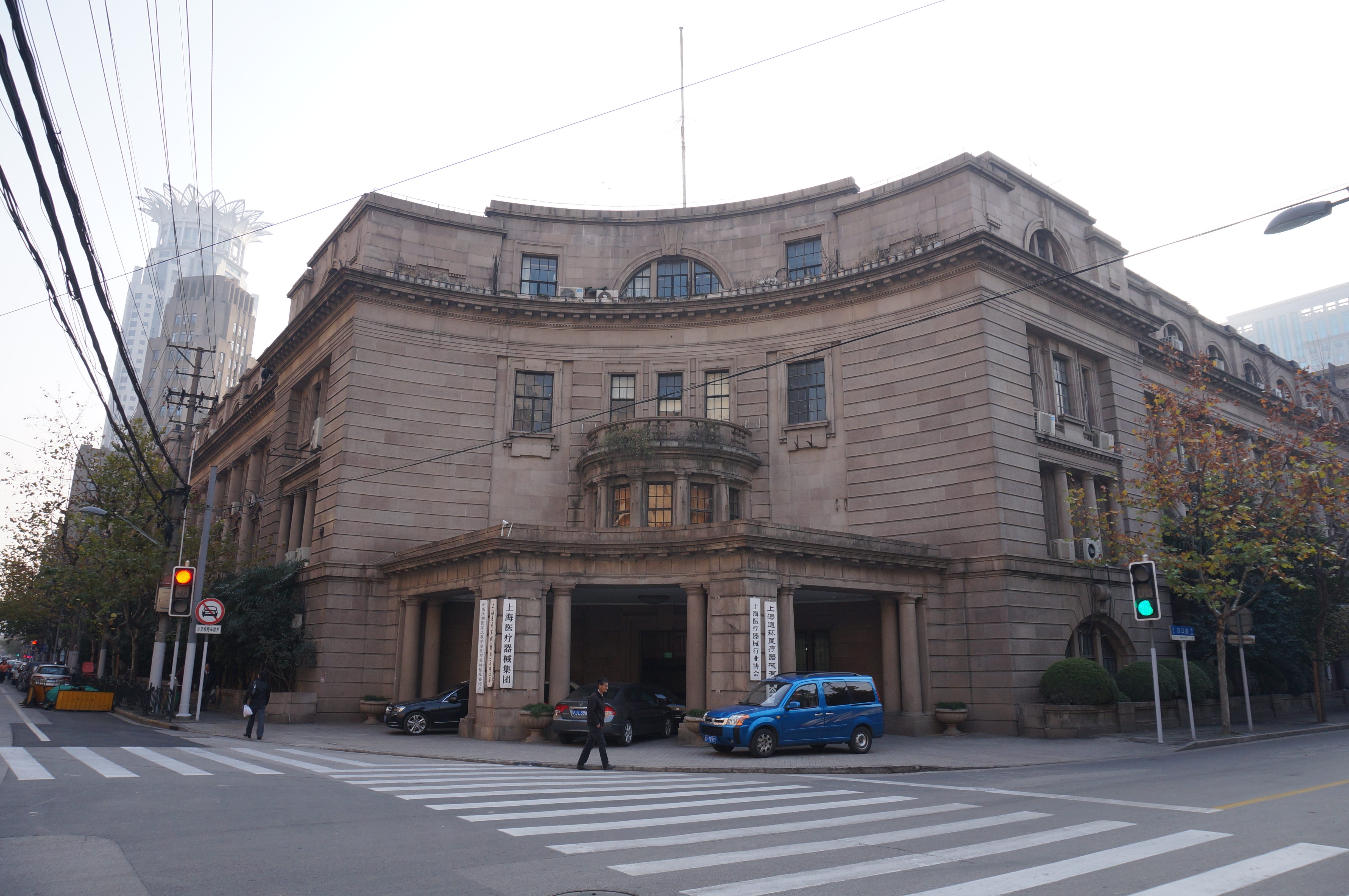
上海公共租界工部局大楼
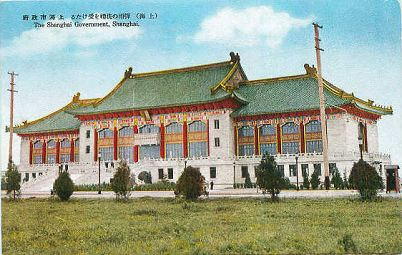
中华民国上海市政府大厦

### 宗教建筑
随着大量外侨迁入上海以及上海本地华人的宗教信仰多样化，大量宗教建筑被兴建起来，包括基督教、伊斯兰教甚至是锡克教。基督教教堂里包括新教、天主教和东正教教堂。天主教教堂中著名的有当时天主教上海教区的主教教堂——董家渡圣方济各沙勿略堂、徐家汇圣依纳爵主教座堂和著名的圣母朝圣地——佘山进教之佑圣母大殿；新教教堂中著名的有上海国际礼拜堂、中国建筑式样的鸿德堂和沐恩堂；东正教教堂中著名的有圣母大堂和圣尼古拉斯堂。此外，上海还有不少犹太会堂，如拉结会堂、摩西会堂等。锡克教庙宇主要为当时巡捕房的印度巡捕所兴建，如宝兴路谒师所。上海还有一祆教建筑——上海祆祠，但今已不存。

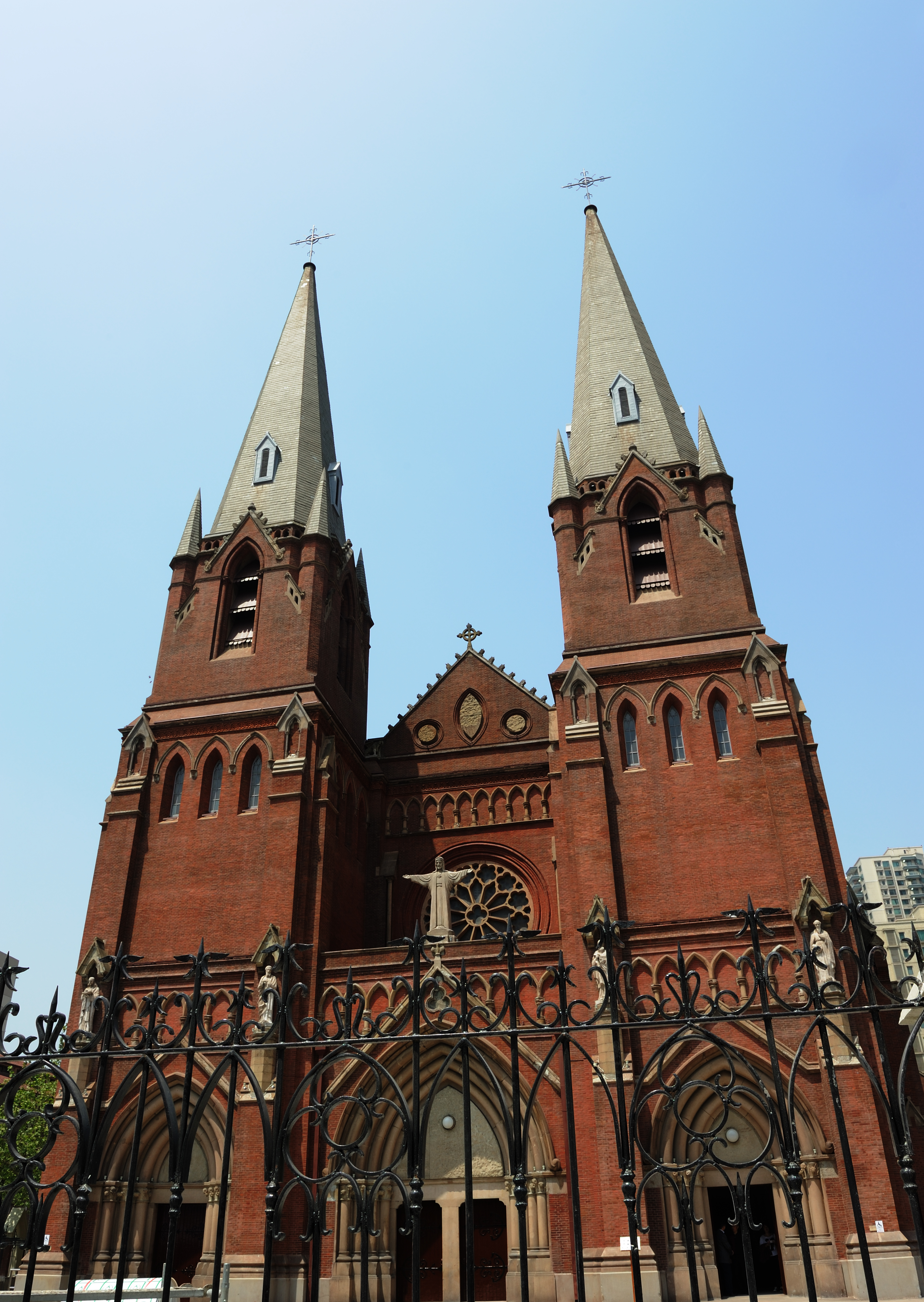
徐家汇圣依纳爵主教座堂
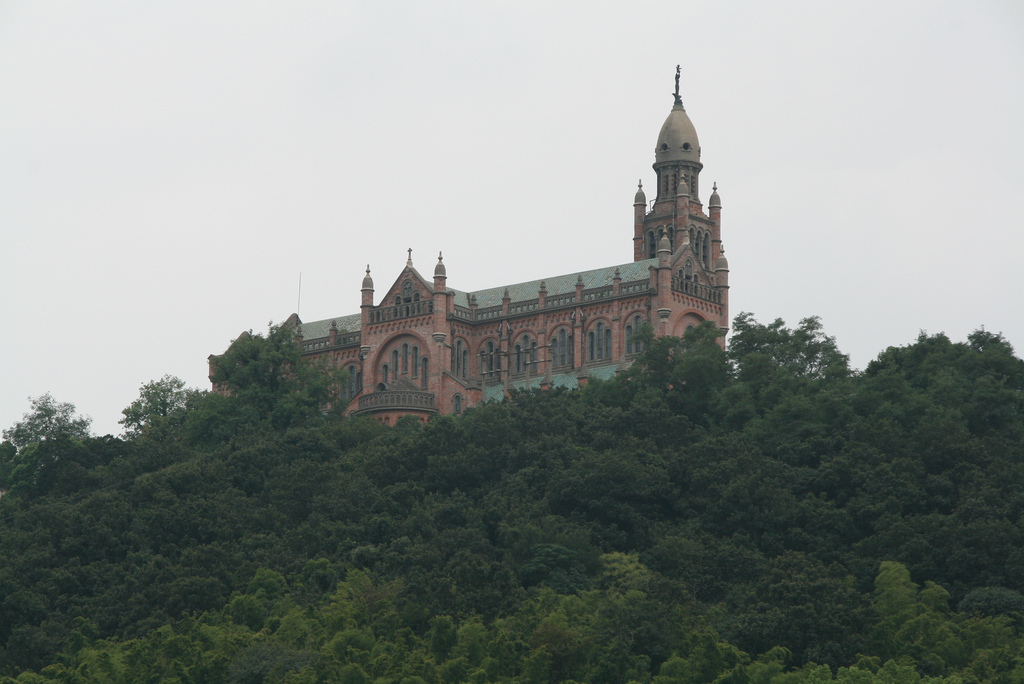
佘山进教之佑圣母大殿
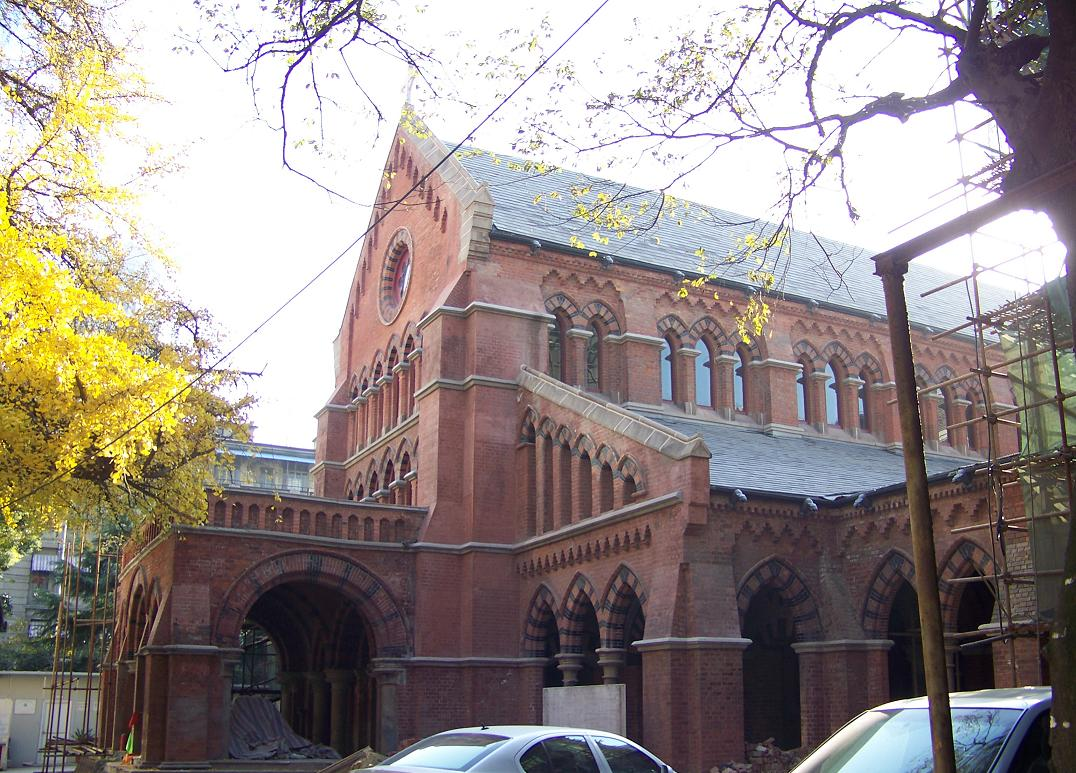
上海国际礼拜堂
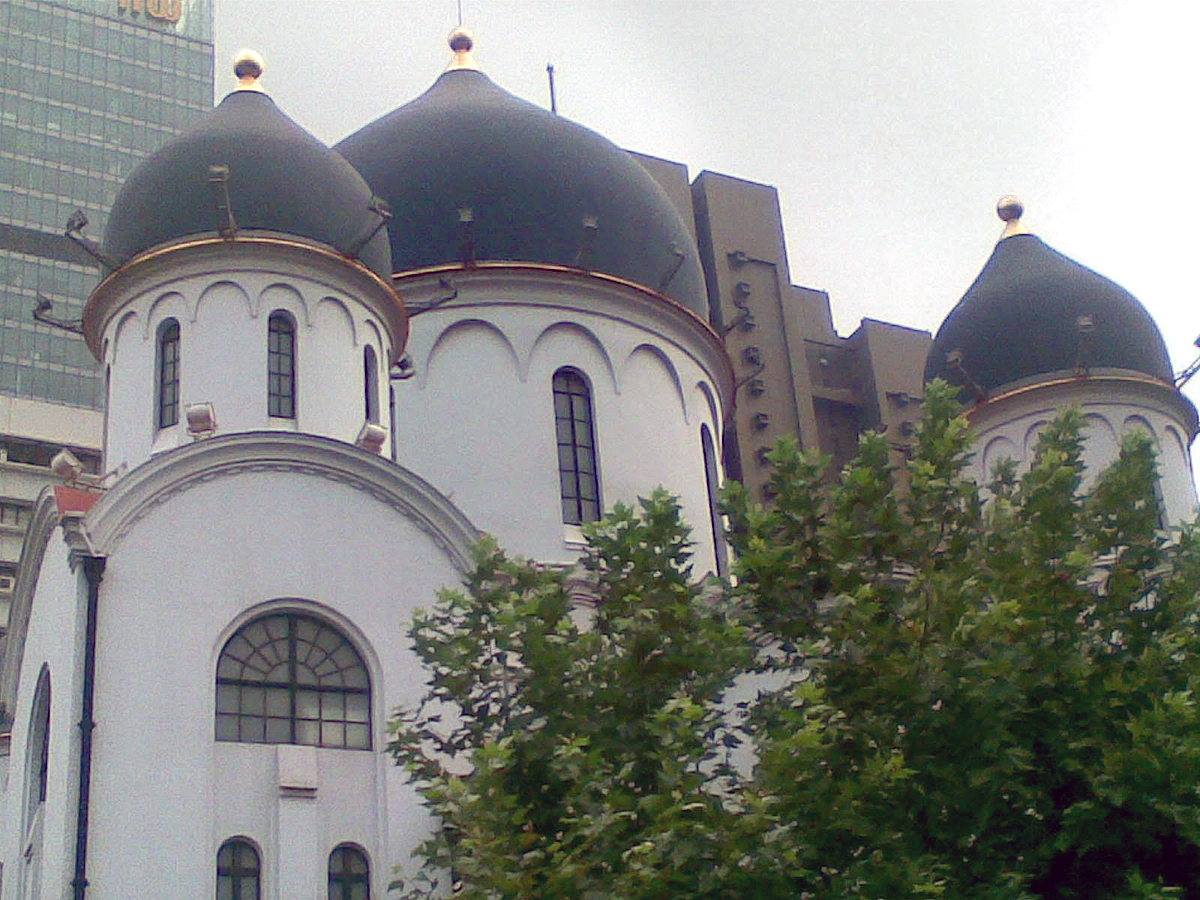
圣母大堂
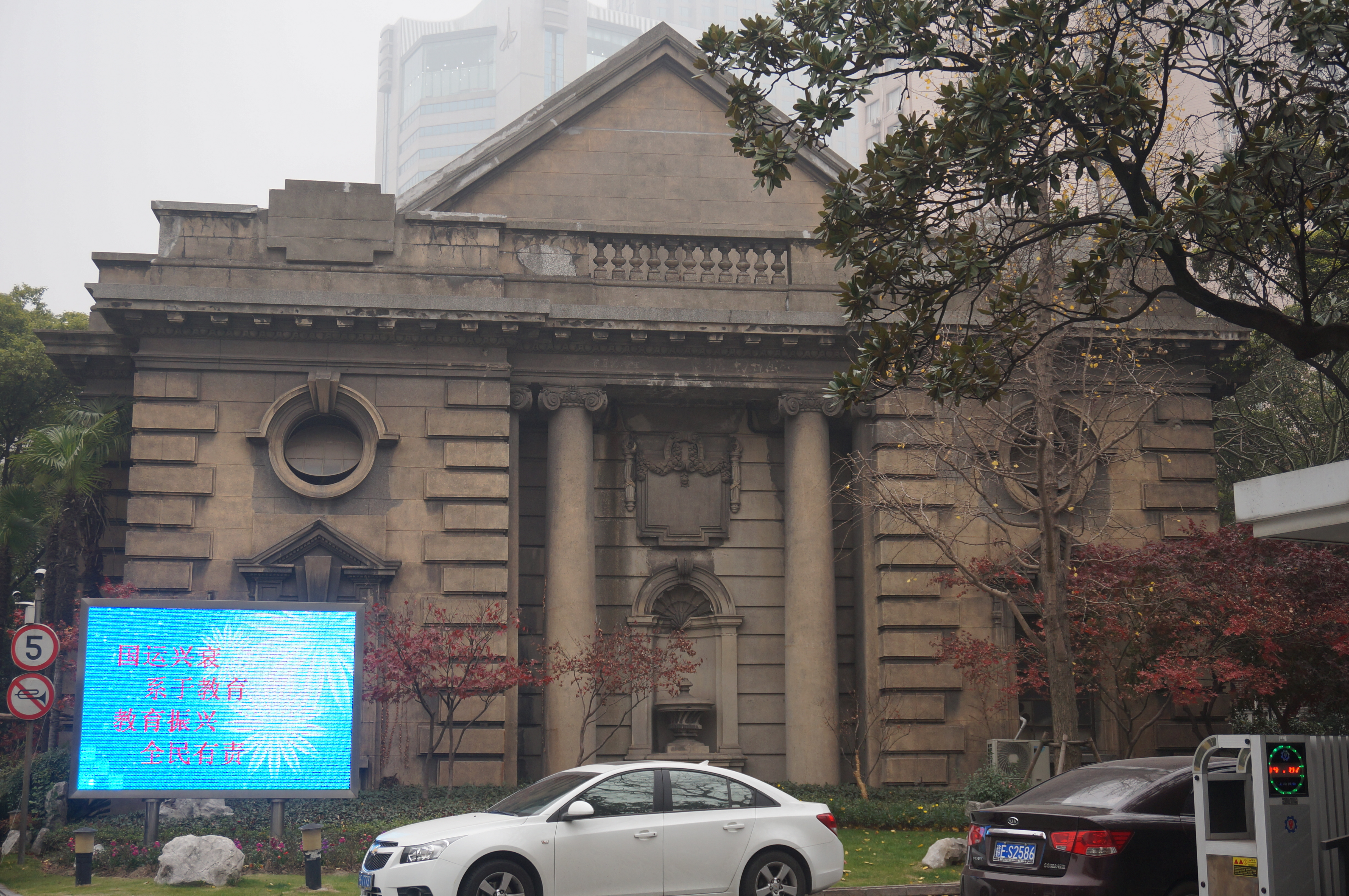
拉结会堂

### 住宅
民居上，由于欧美势力的进入，一些西式别墅和洋房开始兴建，最初以靠近外滩一线，后由于城市规模迅速扩大，以及用地需求等诸多原因，这一类建筑开始向法租界、公共租界西区和北区越界筑路地区扩展。而大规模的人口涌入，也促使本地普通居民住房日趋紧张，并随之产生了极富上海特色的住宅——石库门。石库门自诞生后，经历老式、新式两个阶段发展，到1949年前后，成为中心城区的主要居民用房。并在1980年代以前，是上海60%左右市民的普通住宅。老式石库门采用欧洲联排式格局，并受三、四合院和江南民居的影响。通常在进门后设有天井且里弄弄堂狭窄。现存的有位于今黄浦区的步高里和尚贤坊。新式石库门结构上大多用砖墙和钢筋混凝土承重，但还是保留了老式石库门房屋的形式。但是新式石库门的弄堂较宽且卫生、采光等都有所改进。典型的如建业里。

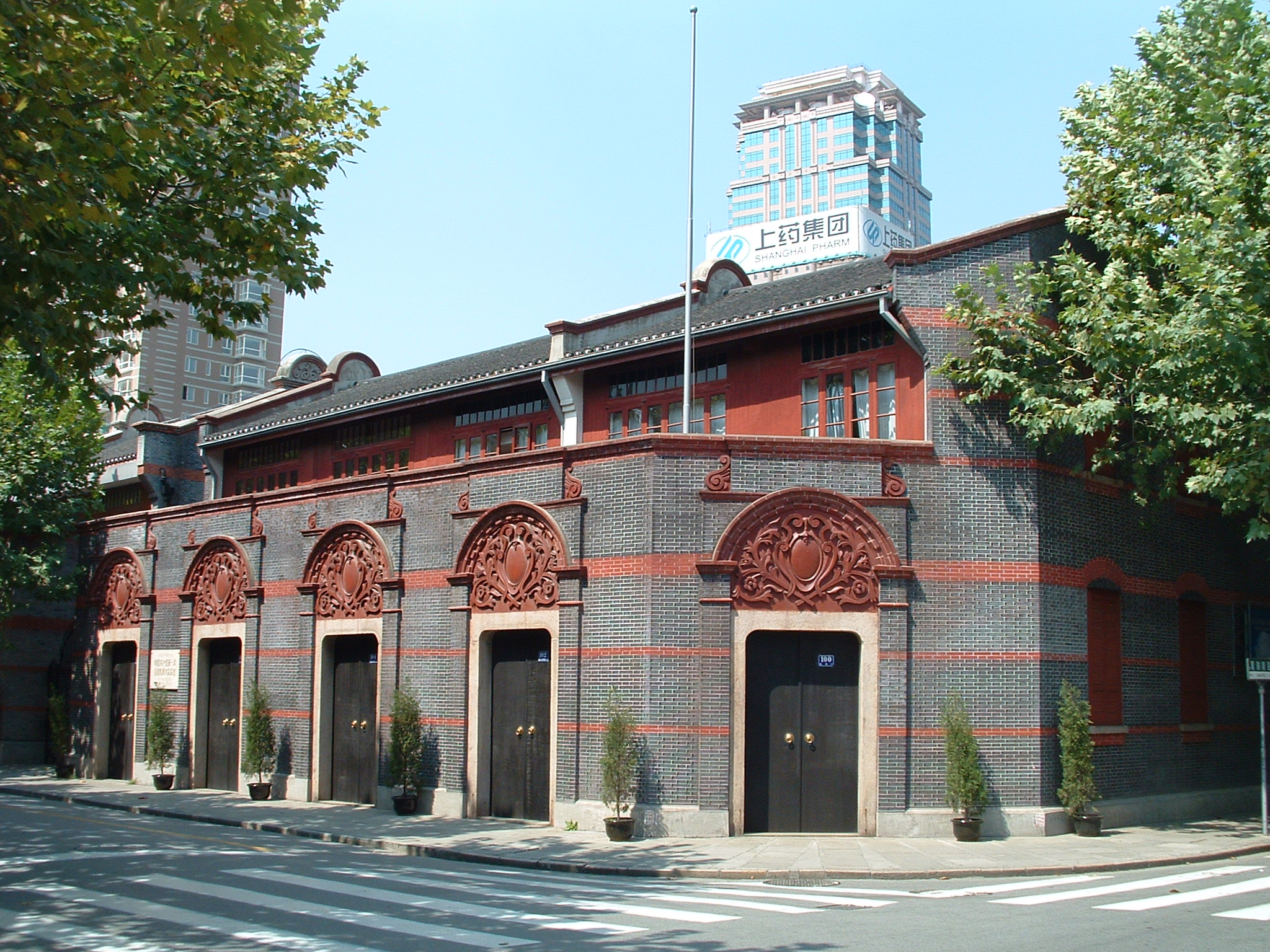
中共一大会址所在的树德里
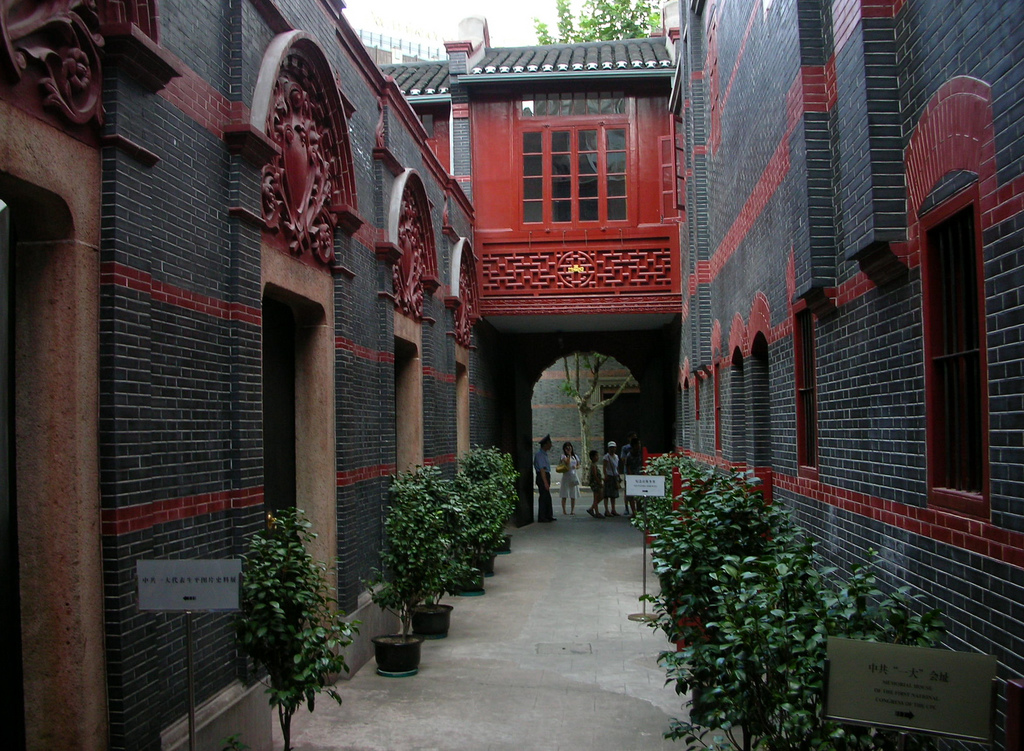
中共一大会址内的弄堂
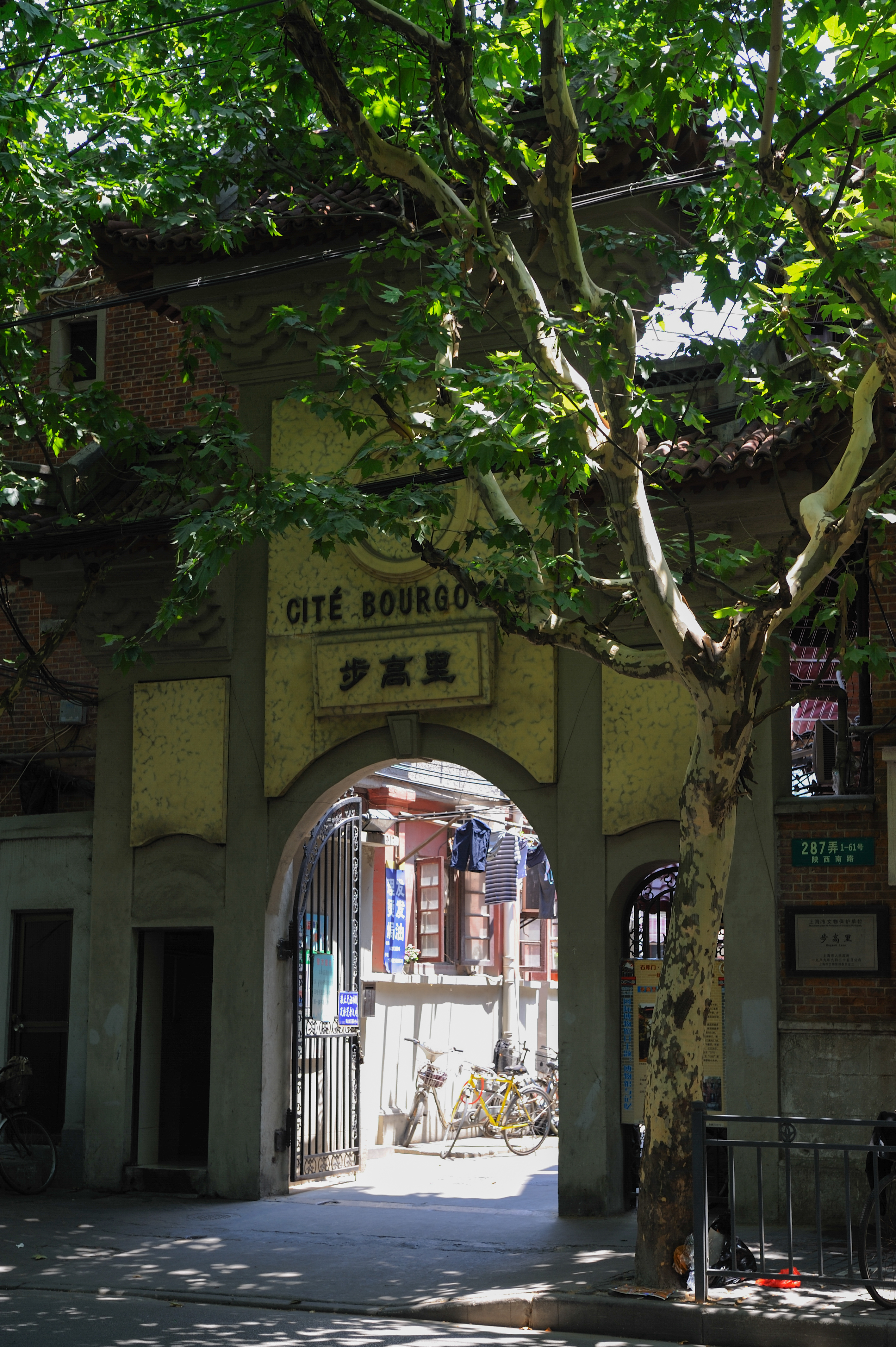
步高里

20世纪20年代起，从新式石库门里弄住宅中演变出一种新的住宅类型——新式里弄住宅。这类住宅类型主要为了满足当时中上层阶层的需求。该类住宅每户宅前布置有小庭院。新式里弄住宅包括亚尔培公寓、静安别墅、永嘉新村、丽波花园和景华新村等。

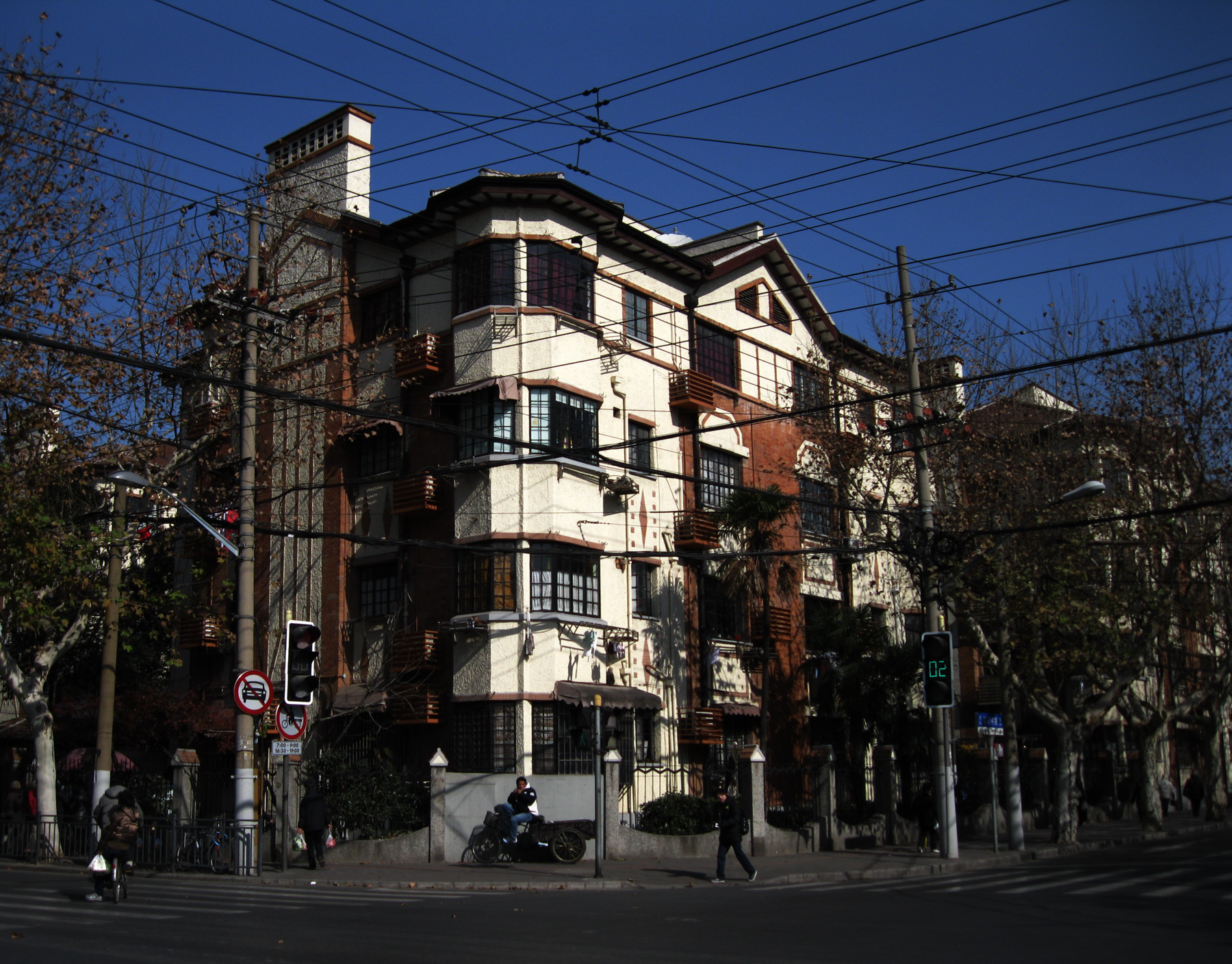
亚尔培公寓
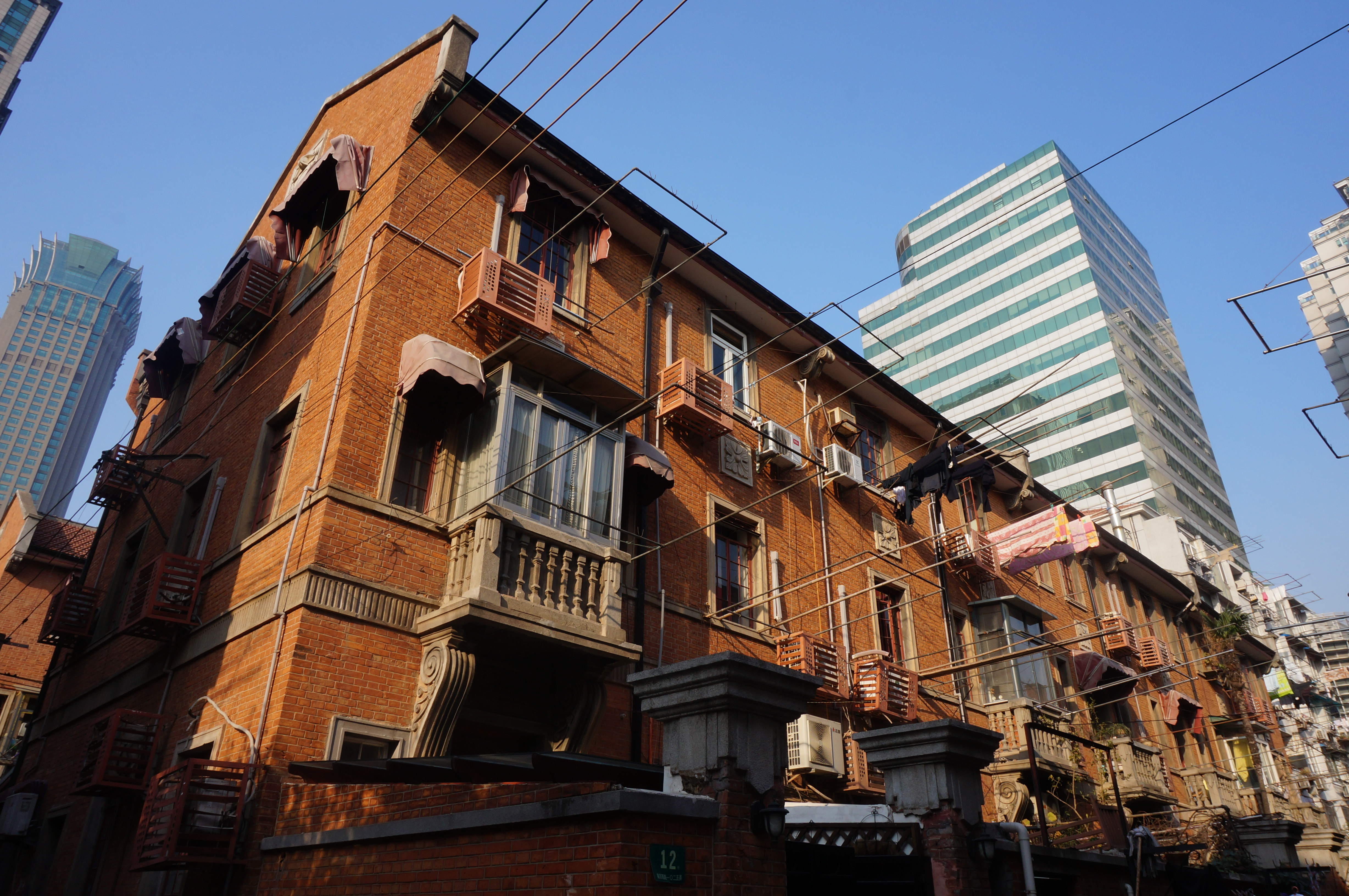
静安别墅
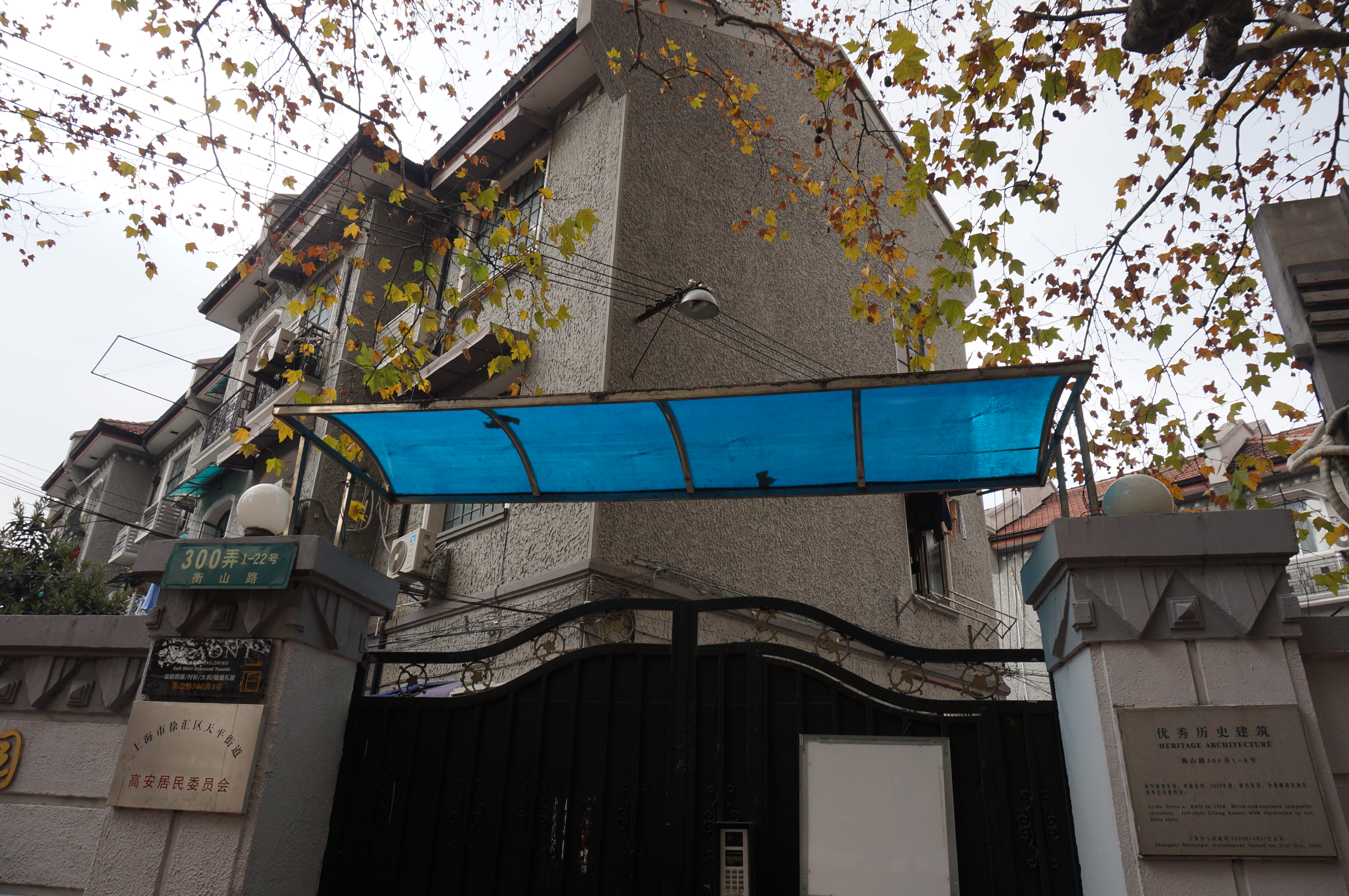
丽波花园

20世纪二三十年代也是花园住宅的筑造顶峰。居住者主要为外商侨民以及华商富豪。随着越来越多花园住宅的出现，造型也愈发丰富多样。嘉道理爵士住宅和郭氏住宅采用仿古典式；沙逊别墅采取乡村别墅式；汾阳路45号住宅为西班牙花园式；贝宅则采用混合式。

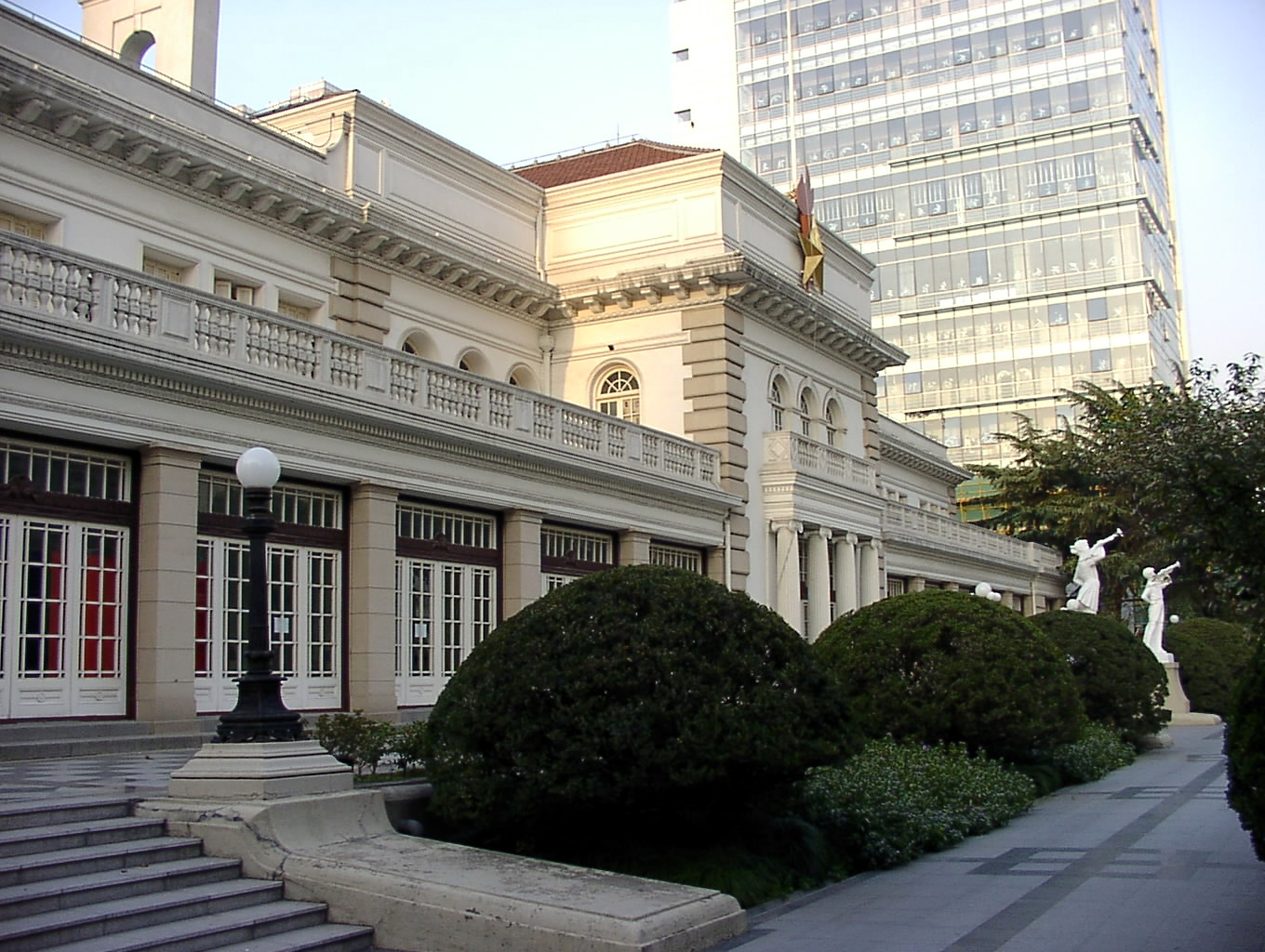
嘉道理爵士住宅
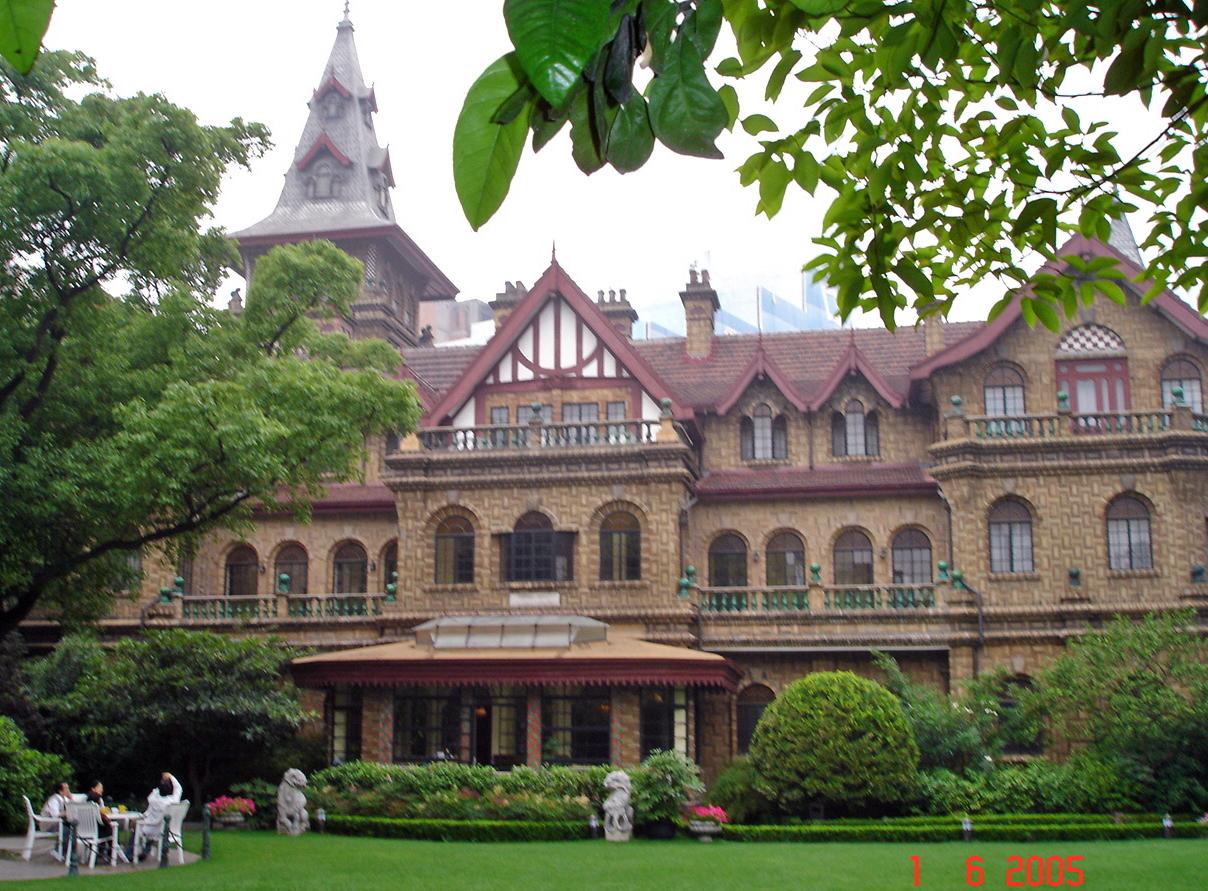
马勒别墅
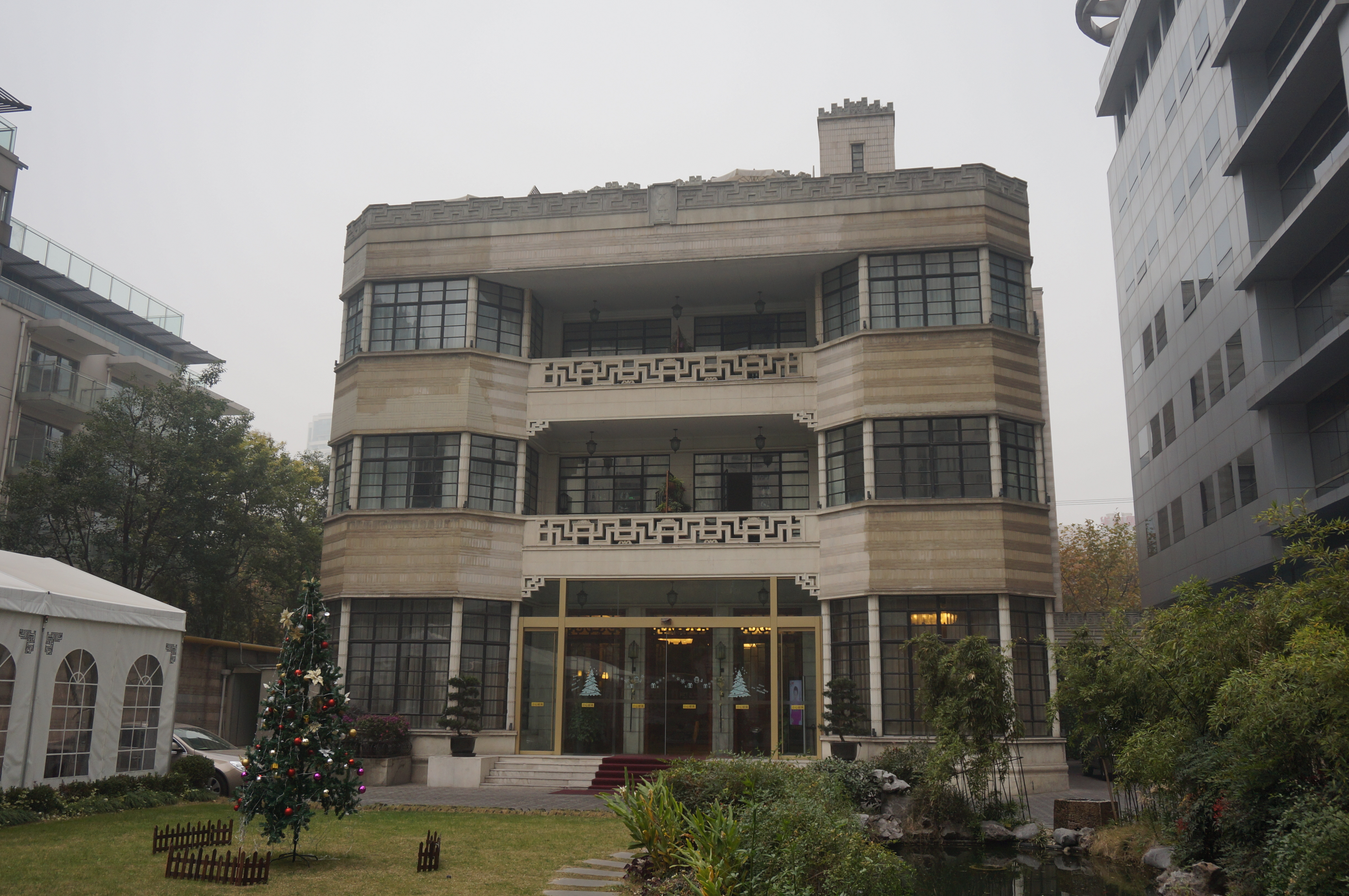
贝宅

除此之外，公寓式住宅产生于1920年代前后，主要分布在公共租界西区以及法租界，即今静安、徐汇、卢湾（现已并入黄浦区）区。其中最多的是徐汇区，排在第二的是静安区。这些公寓成为城市白领和外国一般侨民居住用房，其中有不少还设有电梯，如华盛顿公寓、德义大楼等。公寓大楼在建设中为了对地皮最为有效地利用，采用了不同的平面布局，包括一字型、八字型、点状型、行列式和周边式等。

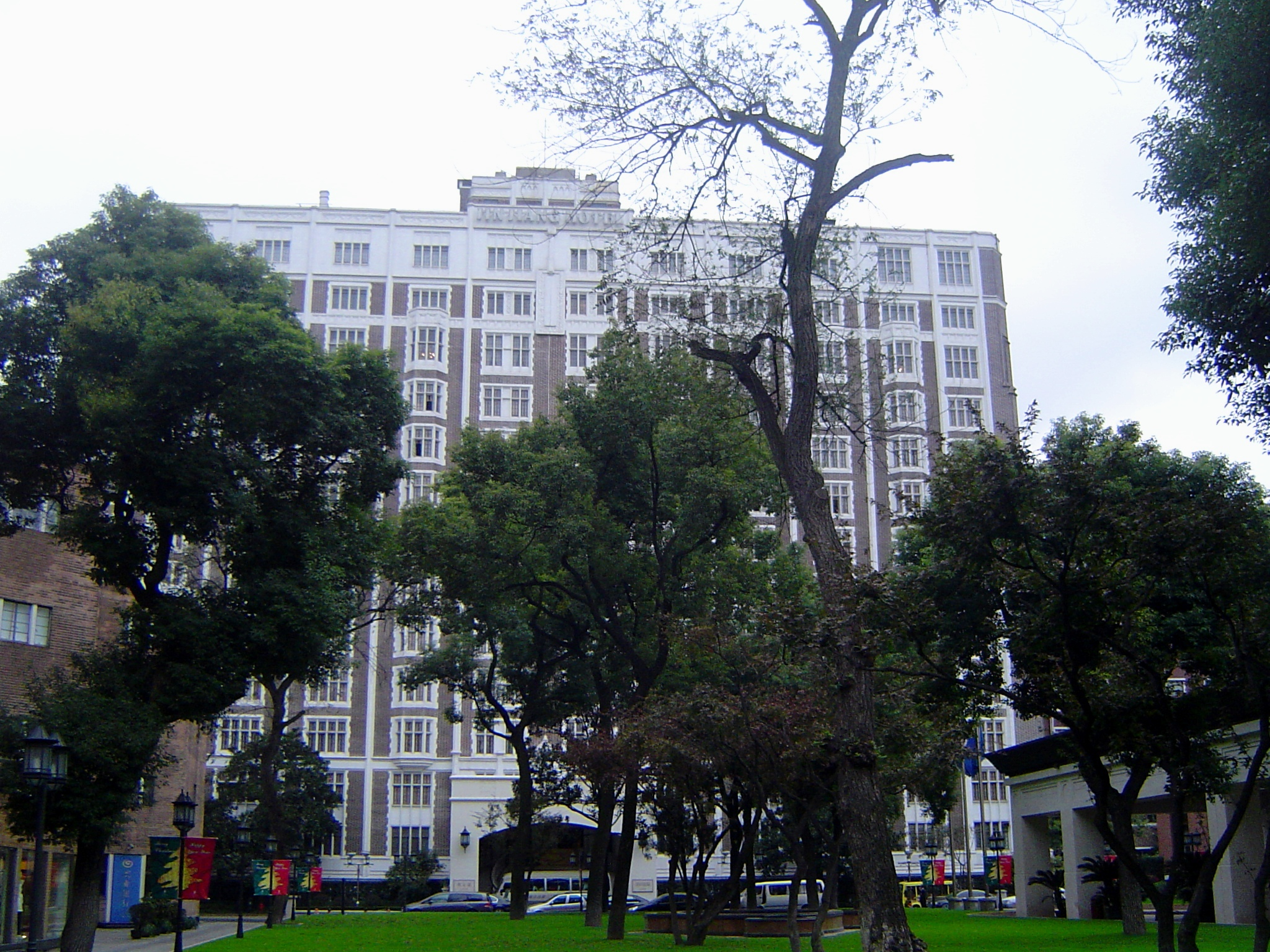
华懋公寓
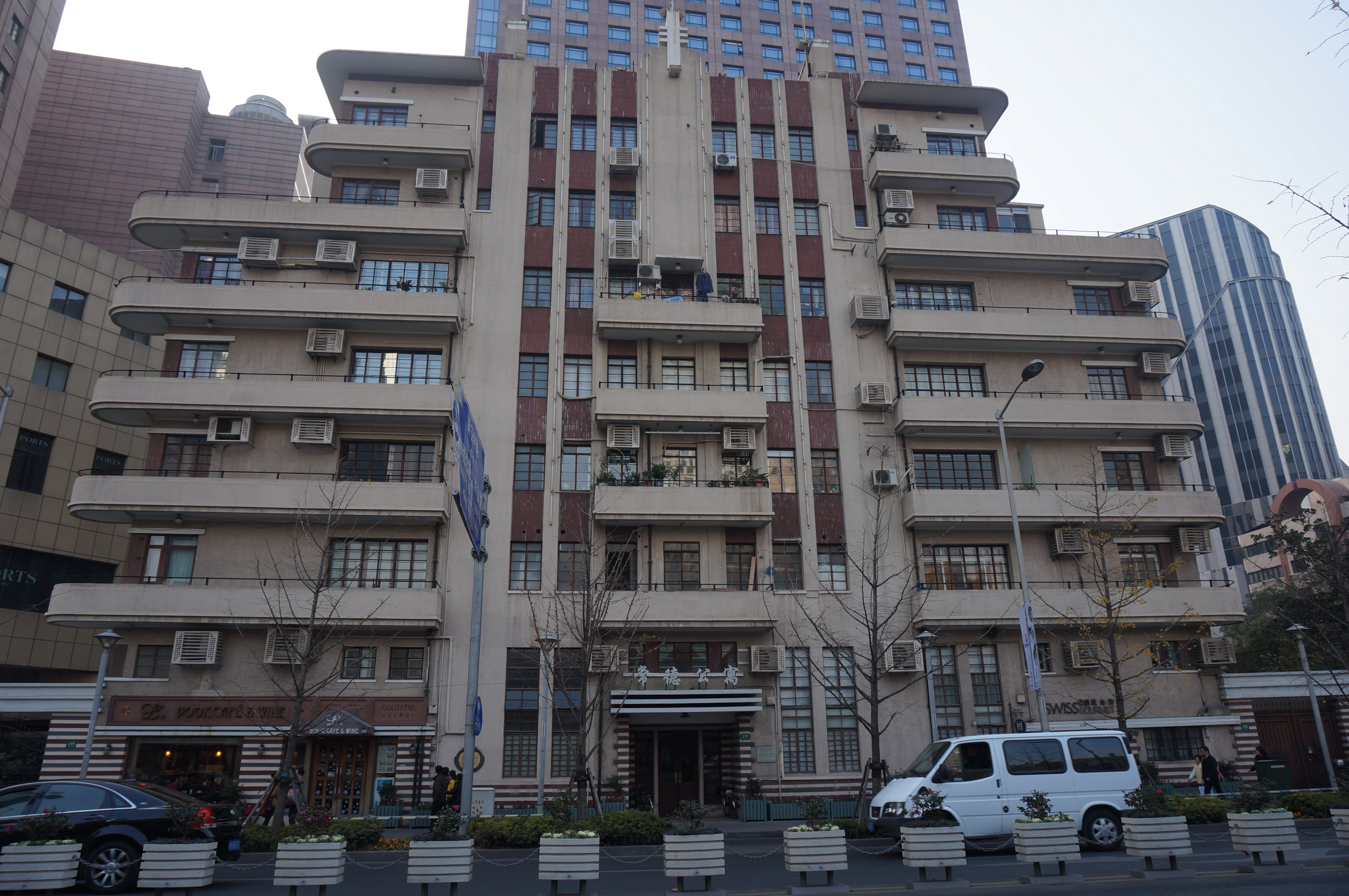
爱林登公寓
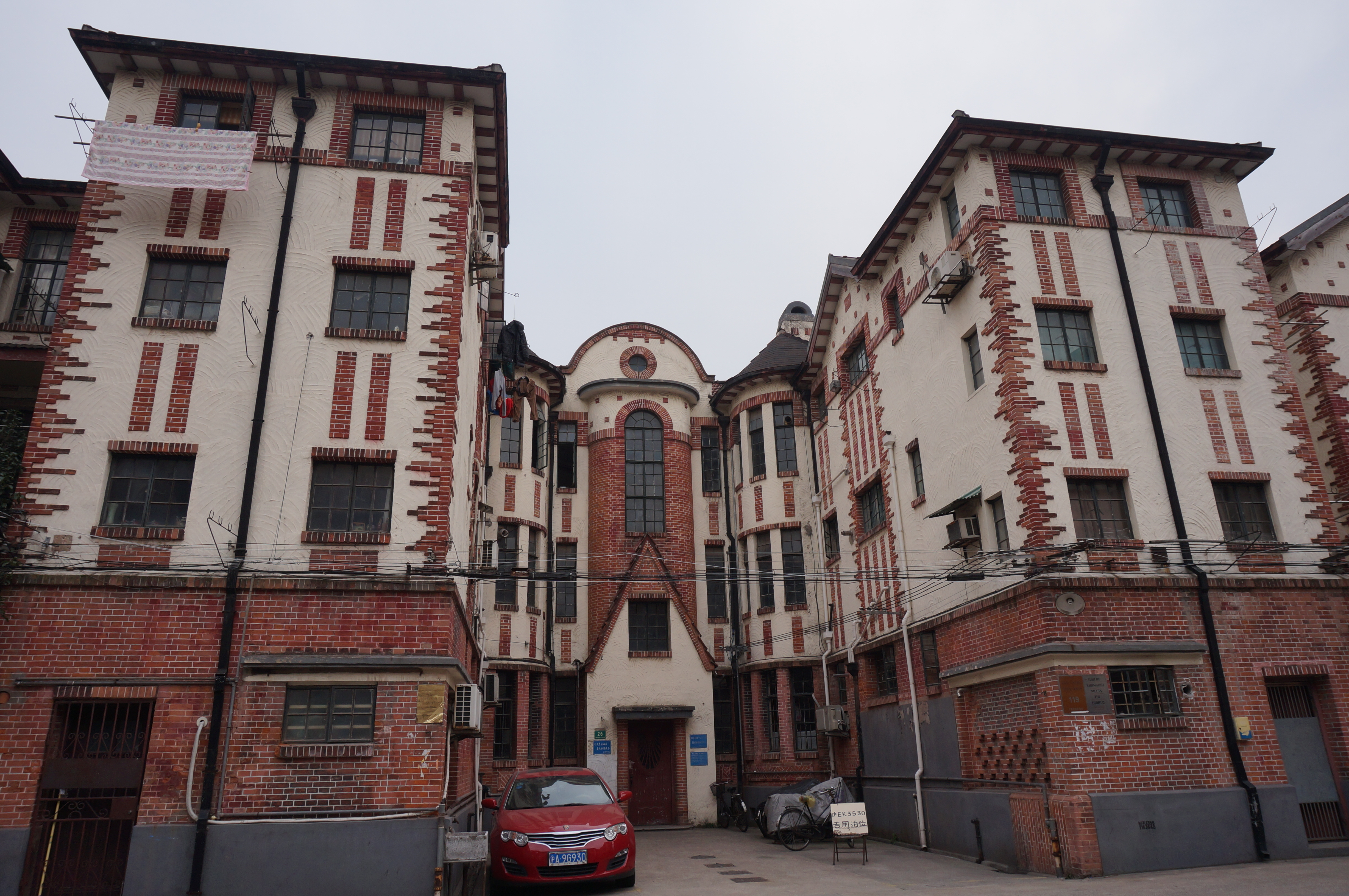
行列式的克莱门公寓
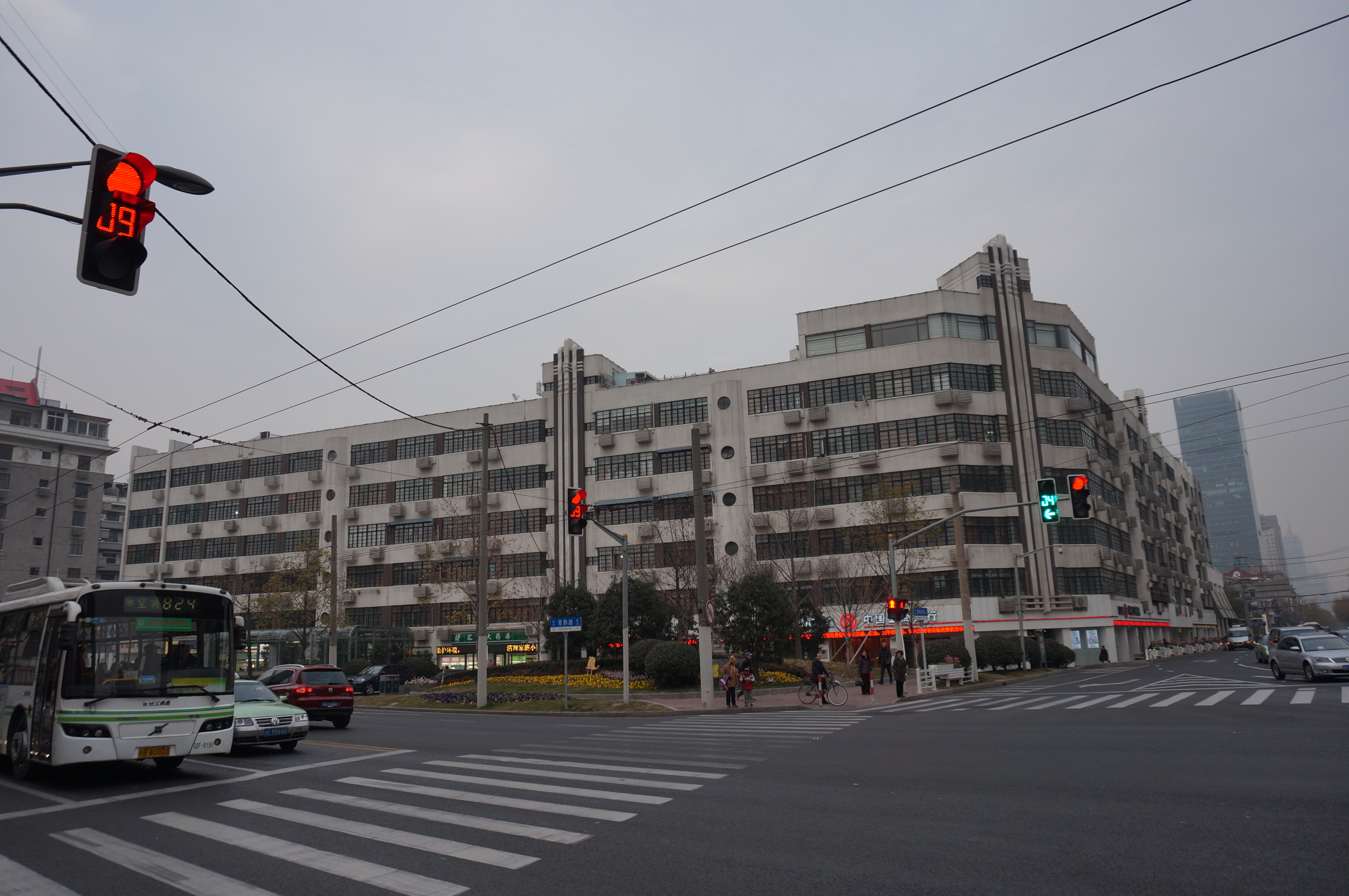
周边式的恩派亚公寓
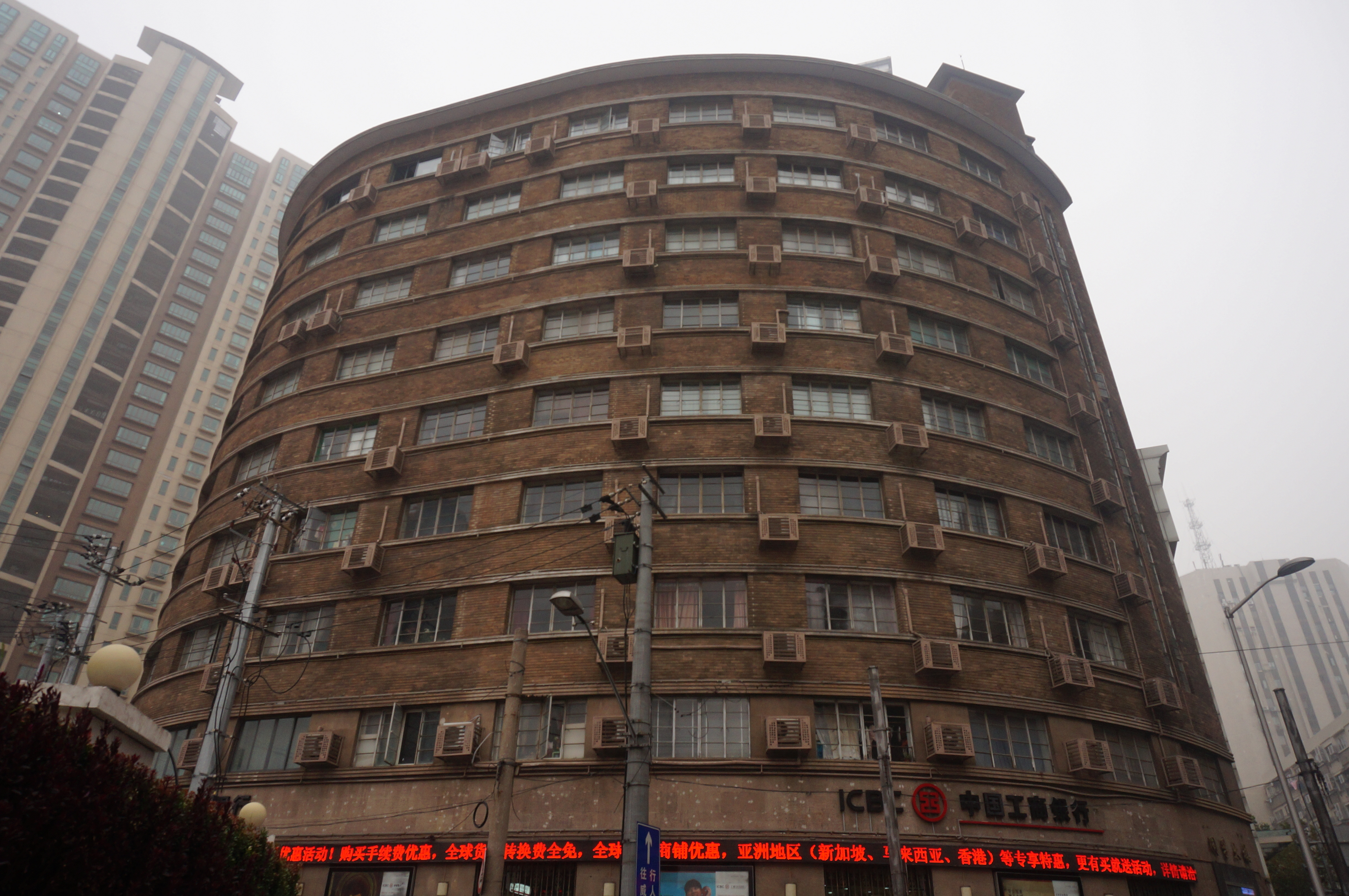
点状型的同孚大楼

### 建筑师及设计所
此外，一大批优秀的建筑师居住或将其事务所开设在上海，华资和外资皆有。华人建筑设计师有设计了金城银行大楼的庄俊、设计了美琪大戏院和南京大戏院的范文照和陈植；外国设计师有对上海近代建筑做出巨大贡献的邬达克，其代表作有大光明大戏院、国际饭店和诺曼底公寓等。华资建筑设计事务所有华盖建筑师事务所、东南建筑公司和基泰工程事务所等外资的有玛礼逊洋行、设计了大量公共事业建筑的通和洋行、大量外滩建筑出自其手的公和洋行、德和洋行、思九生洋行、倍高洋行、马海洋行和哈沙德洋行等。

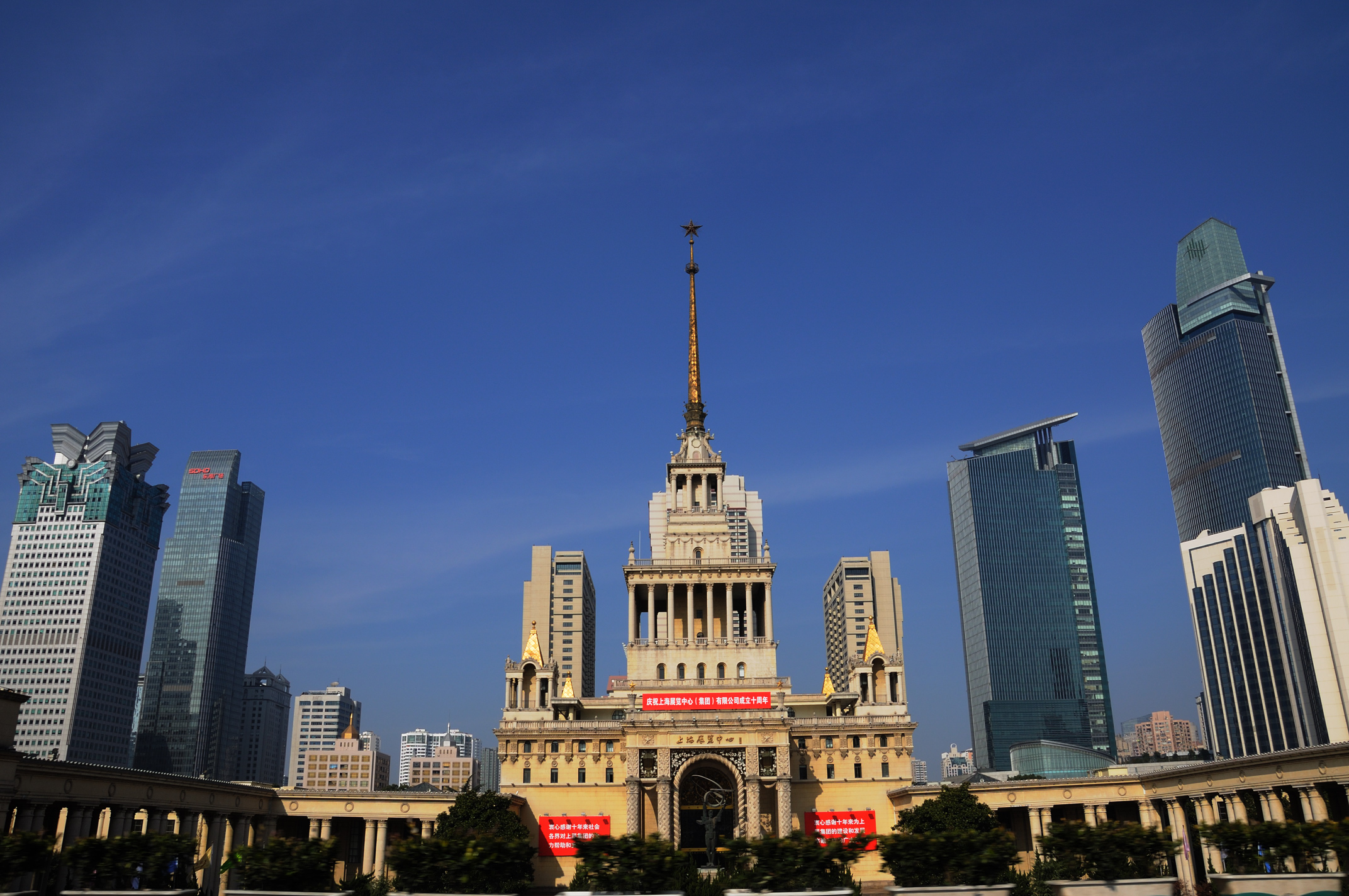
上海展览中心

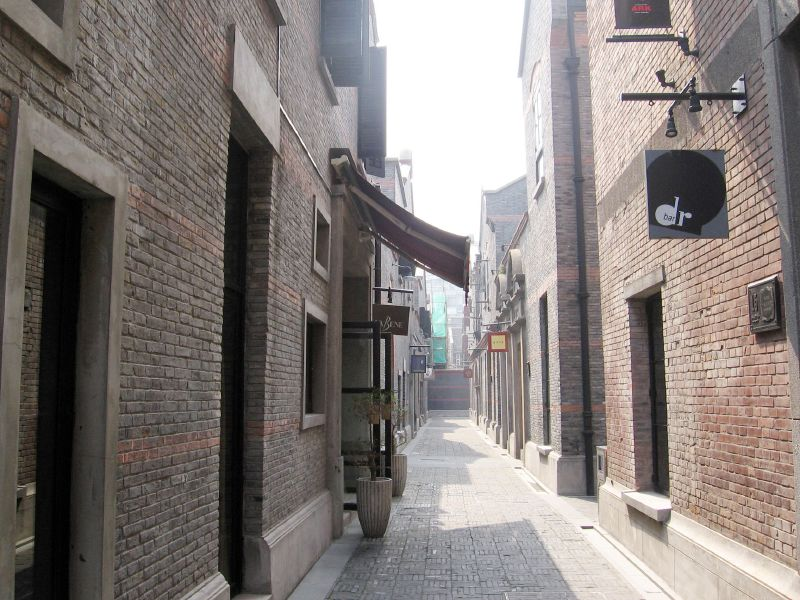
上海石库门风格商业区——新天地

## 当代
1949年以后，上海市人民政府开始兴建工人住宅，并开始逐步拆除原城市周边的棚户区，例如启建于1951年9月的上海第一个工人住宅新村——曹杨新村、1959年起规划和建造的彭浦新村以及建于1975年的上海市第一批高层居民住宅——徐汇新村。虽然在1950年代，建设工程主要以工人住宅为主，但是也有一壮观的俄罗斯古典主义建筑被建立起来，即当时的中苏友好大厦，今上海展览中心。
1980年代起，住房制度改革，居民住房由原国家建造和管理转向市场化运营。建筑风格开始摆脱原工人住宅的简单狭小样式，转向现代化小高层、高层住房。同时，上海开始大规模进行城市建筑和基础设施改造，新建了一大批商务办公楼、大型商场等现代风格建筑。一大批旧有石库门住宅和棚户区也进行了拆除，如上海中心城区最大的棚户区——虹镇老街也在2013年开始了改造工程。这些空出后的地皮有些作为商业用地开发，也有些转变成为时尚艺术区，如新天地。而不少老厂房也进行了拆除，有些也成为了时尚艺术区，如1933老场坊，有些则被部分保留。南市发电厂的烟囱得到了保留成为了世博会的烟囱温度计；原大中华橡胶厂区的烟囱也被保留下来成为了徐家汇公园的景观之一。
上海城市形象从此迅速告别旧貌得到改观。上海成为世界上高层建筑最多的城市之一，仅到2008年，全市24米以上高层建筑达到6000余幢，楼层超过30层的有2000多栋。其中，100米以上的超高层建筑1000多幢。目前，全市最高的建筑为上海中心大厦，高度为632米。在此之前为高420米的金茂大厦。。

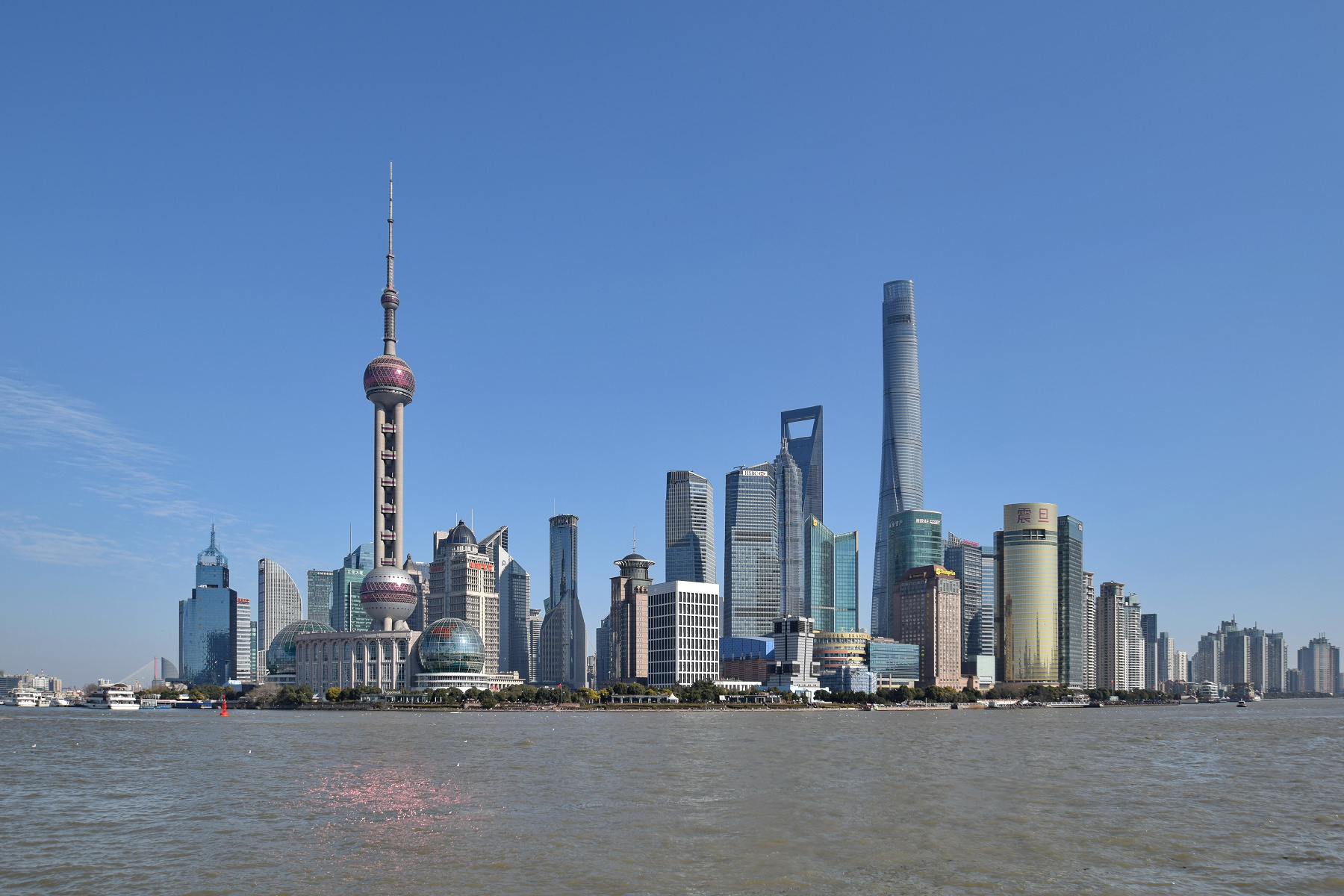
上海陆家嘴高楼群
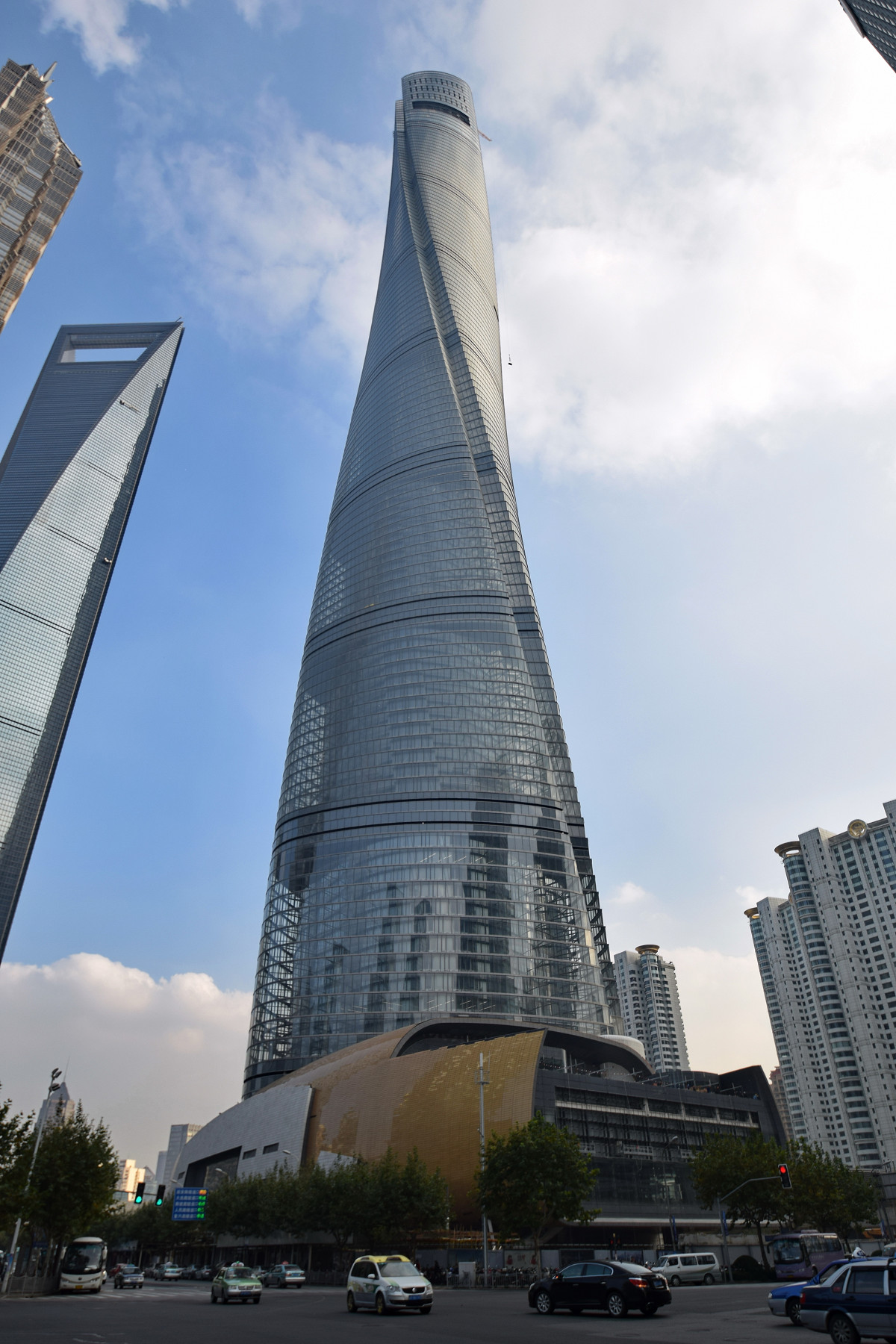
上海中心大厦
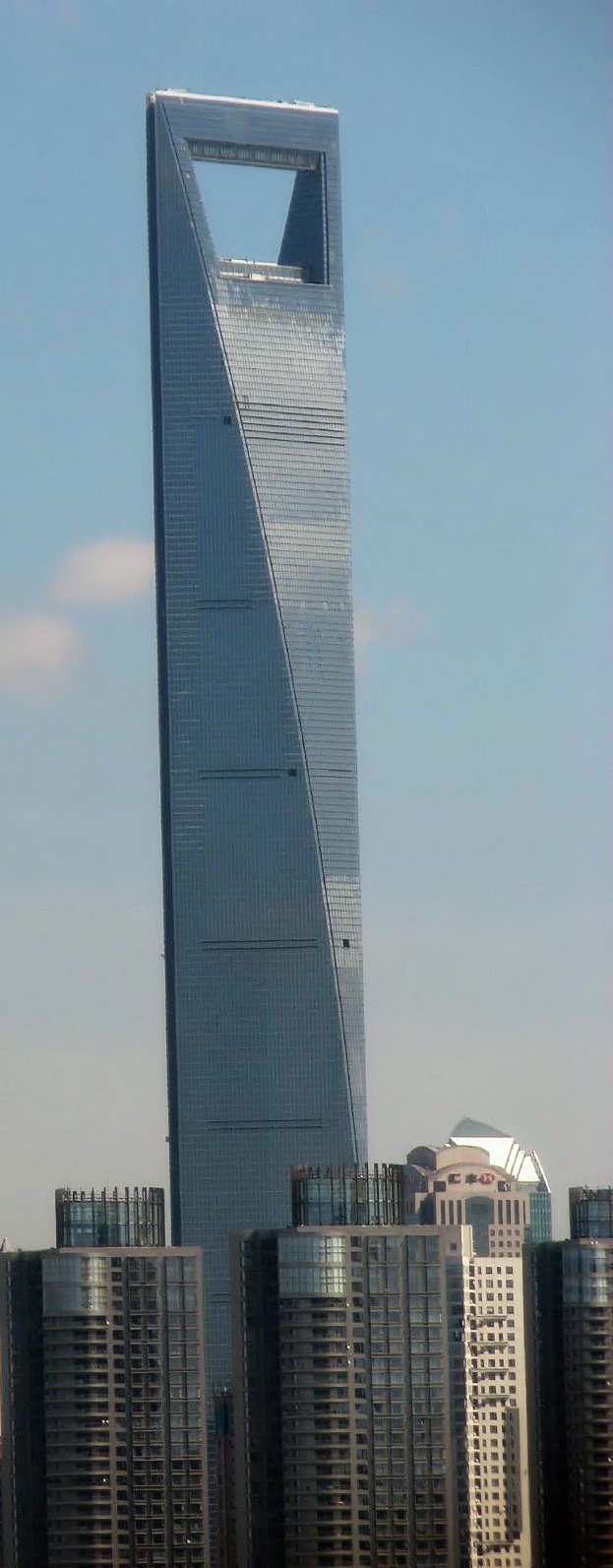
上海环球金融中心
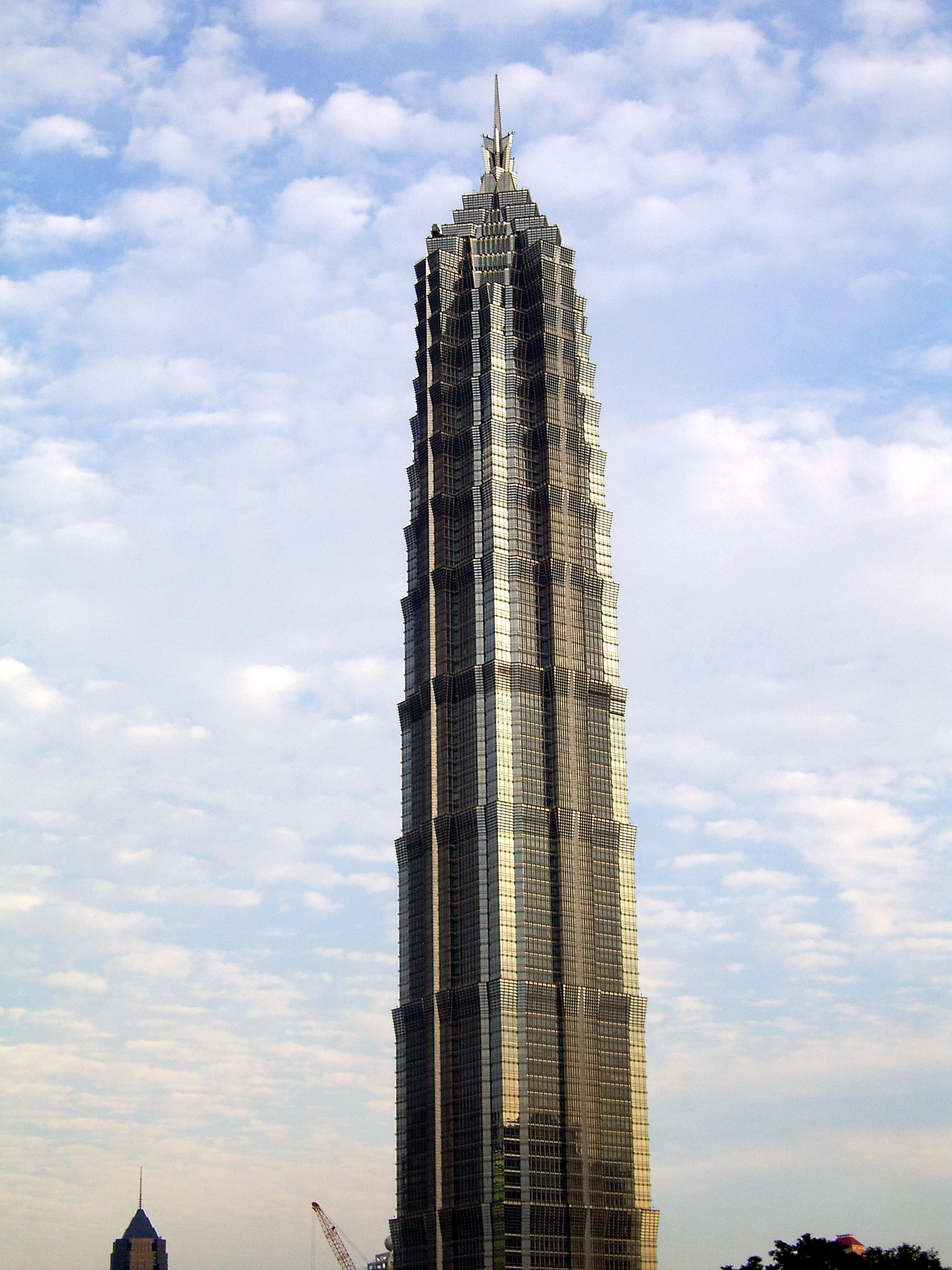
金茂大厦
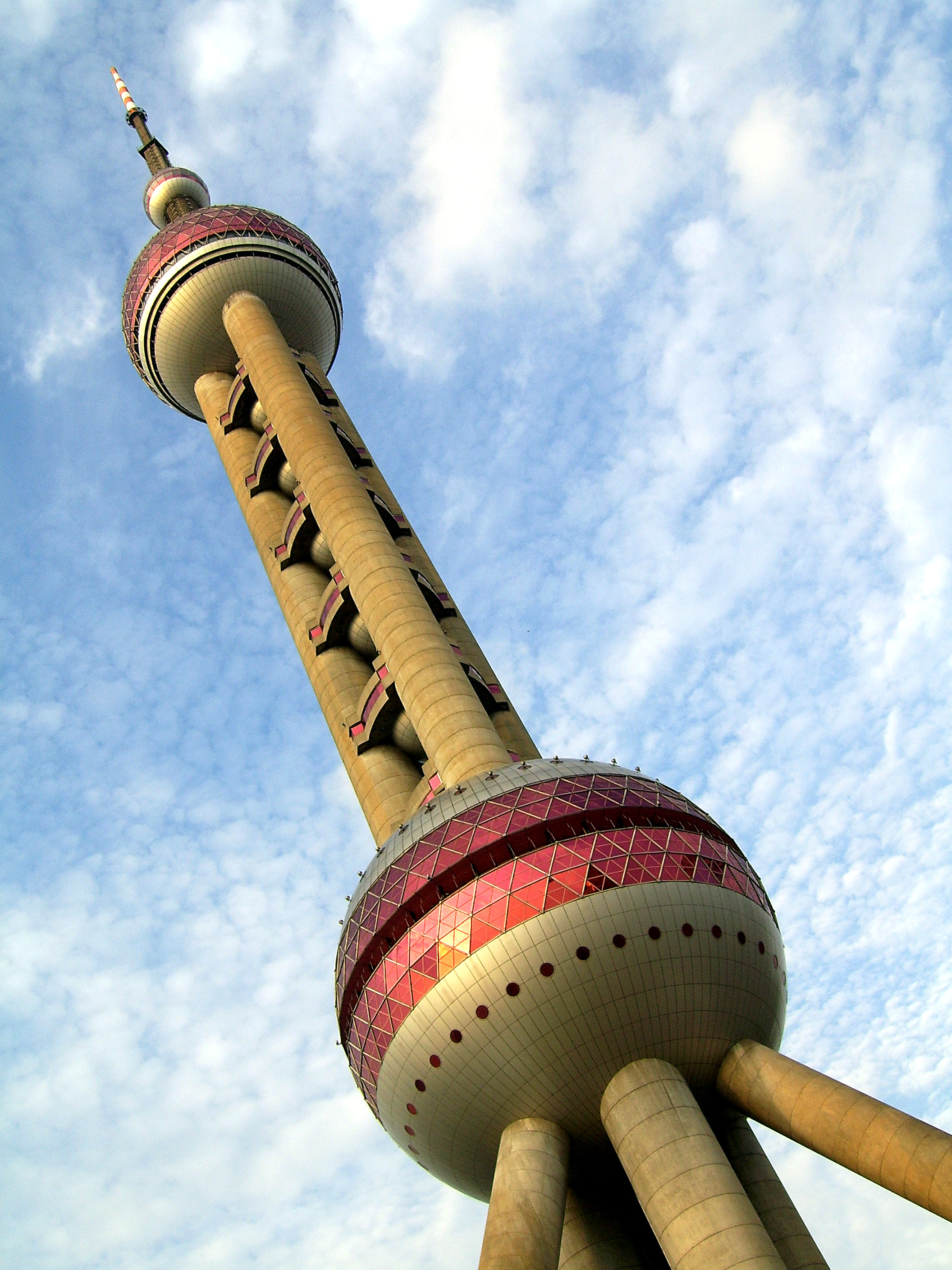
东方明珠电视塔